# Mănăstirea franciscană din Orăștie

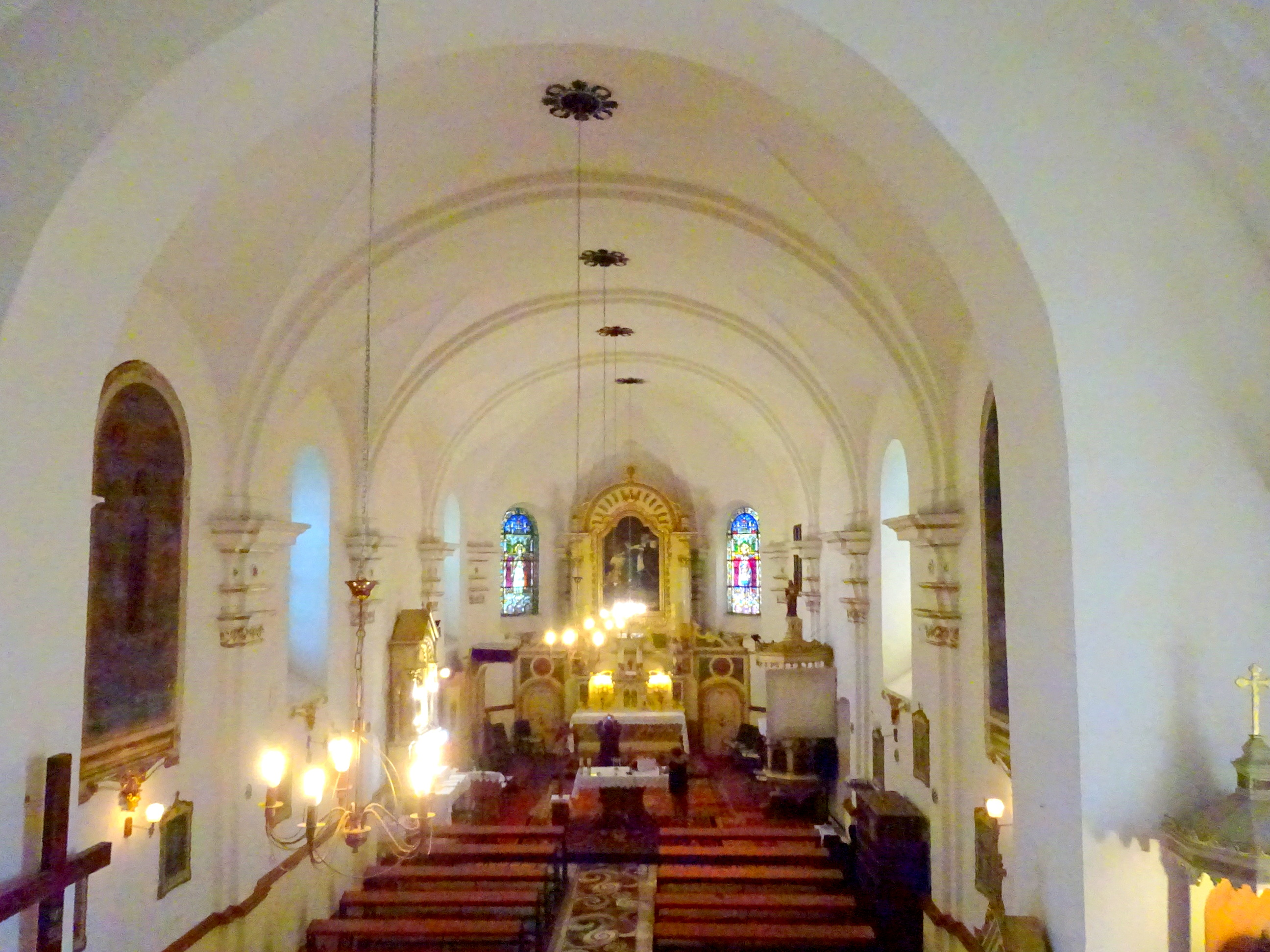
Nava spre altarul principal

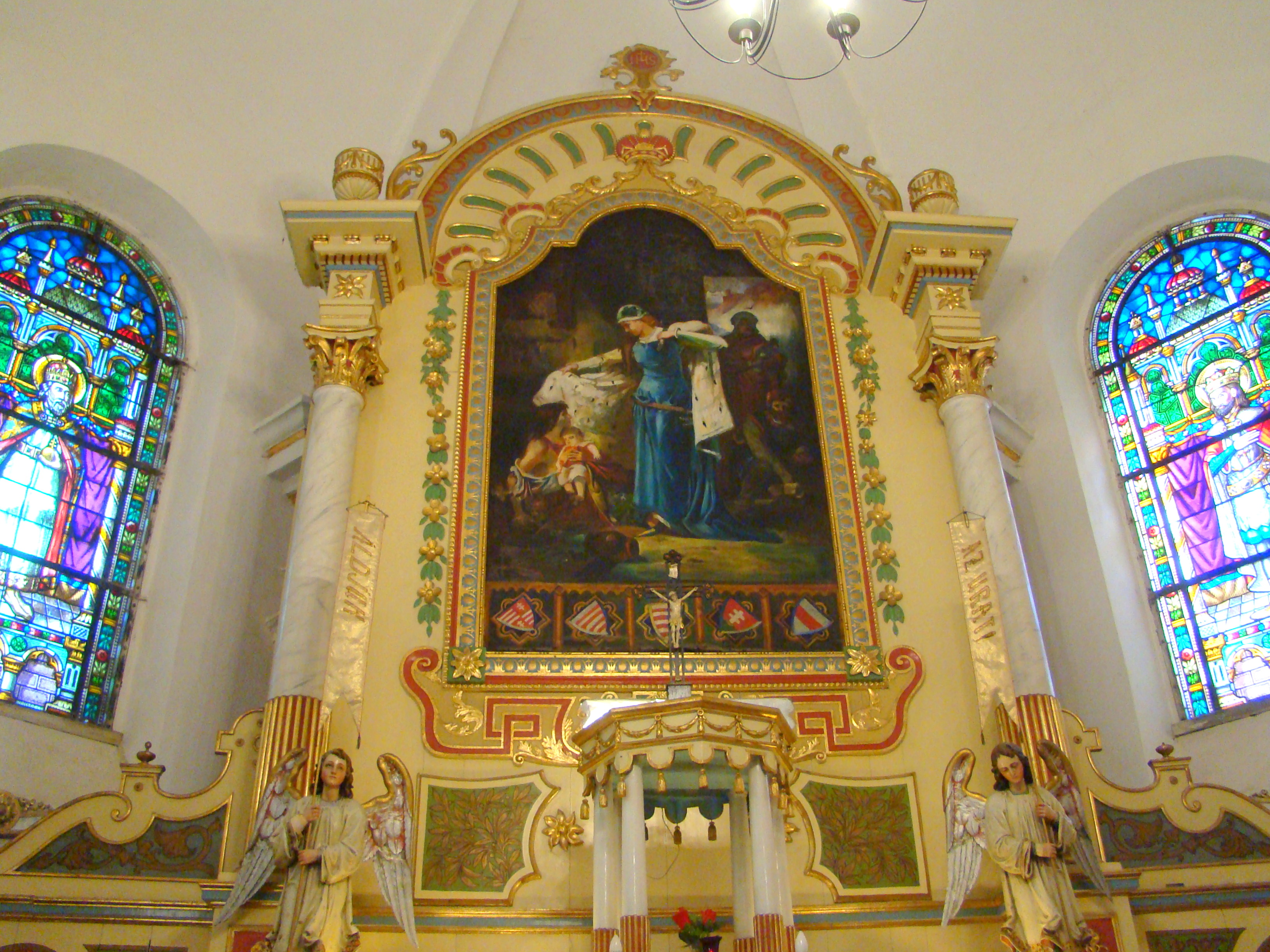
Altarul principal este bogat decorat, între coloanele cu capiteluri corintice se află tabloul ce o reprezintă pe cea căreia îi este închinată mănăstirea - Sfânta Elisabeta.

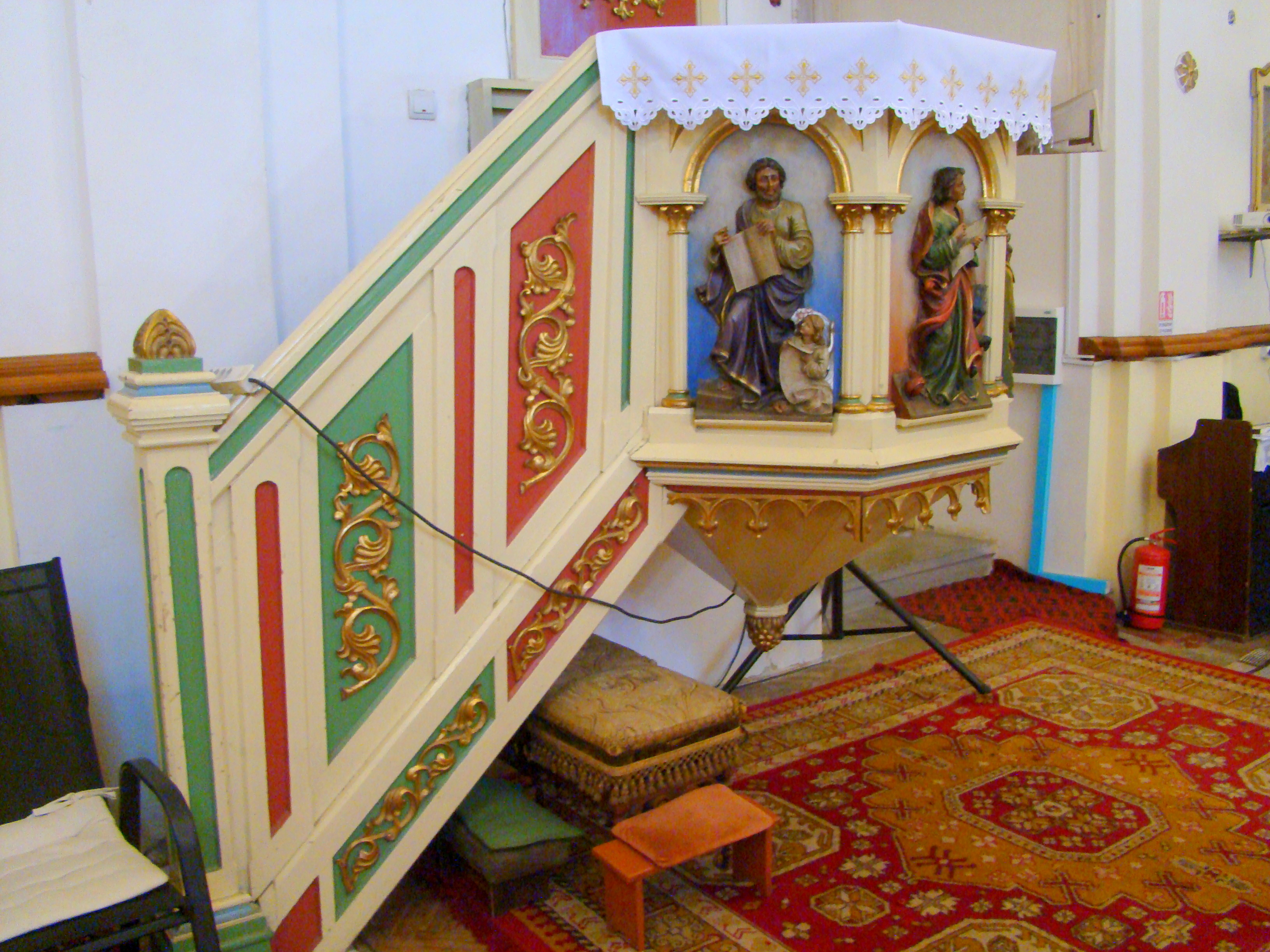
Corpul amvonului este decorat cu panouri, fiecare conţinând reliefuri, ce prezintă scene religioase: Evangheliştii şi Fecioara Maria.

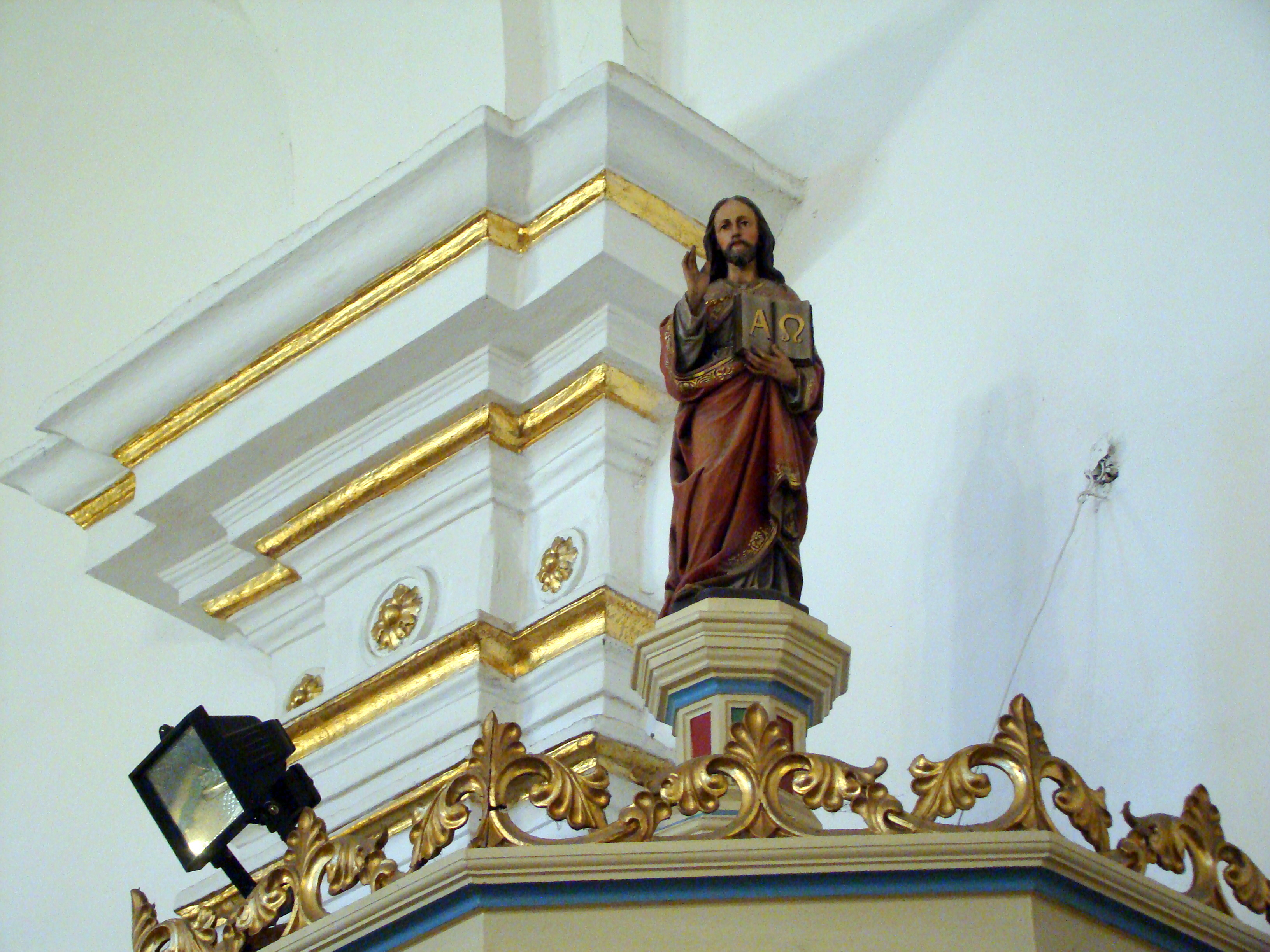
Pe cupola baldachinului apare statuia lui Iisus Hristos

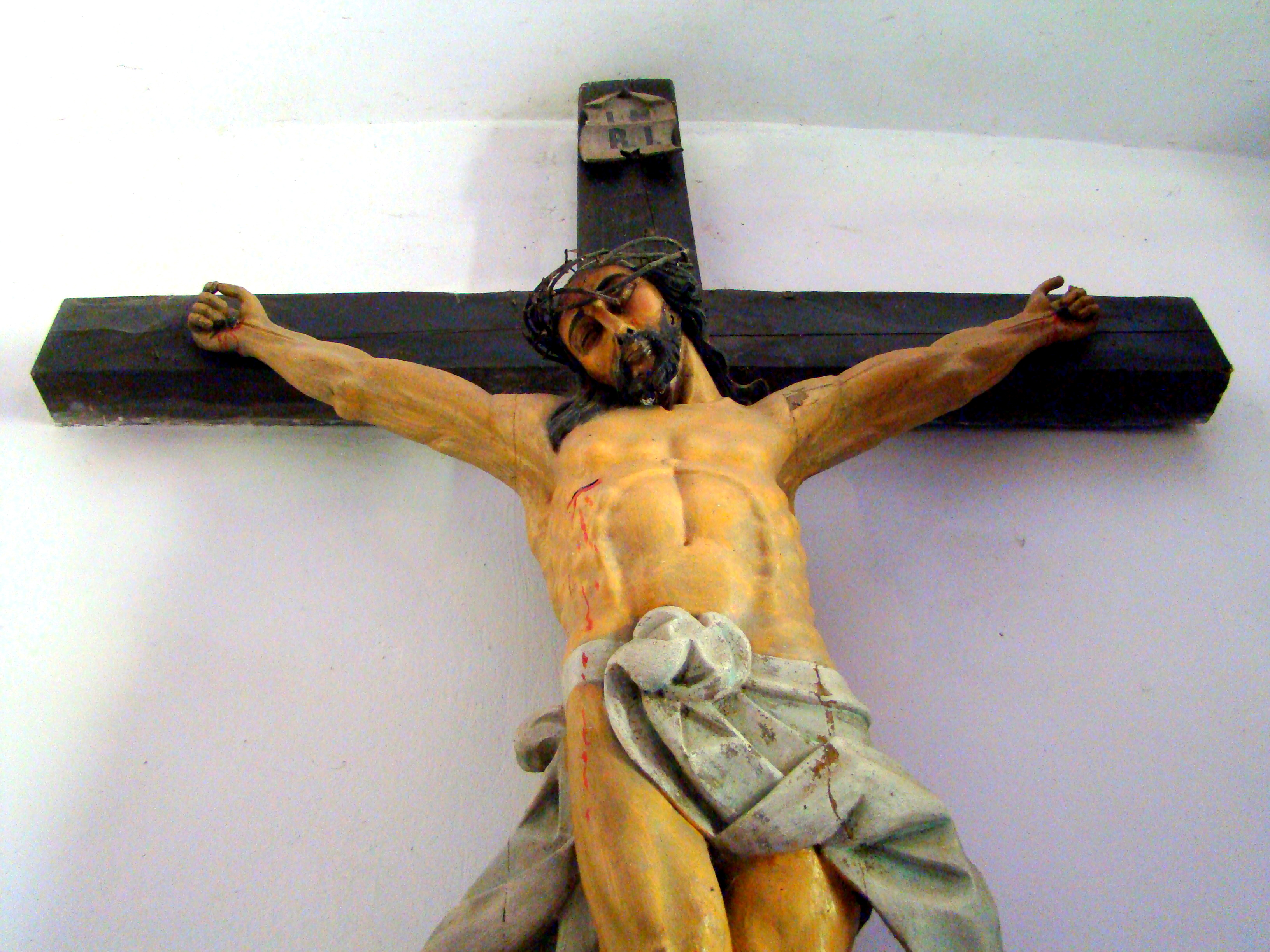
Crucifixul

Mănăstirea franciscană din Orăștie este un ansamblu de monumente istorice aflat pe teritoriul municipiului Orăștie. În Repertoriul Arheologic Național, monumentul apare cu codul 87647.09.
Ansamblul este format din următoarele monumente:
- Biserică (cod LMI HD-II-m-A-03391.01)
- Claustru (cod LMI HD-II-m-A-03391.02)

## Istoric
Mănăstirea franciscanilor conventuali din Orăștie a fost ridicată înaintea anului 1302. Aici funcționa școala ce pregătea novicii franciscani. În 1309 este amintit lectorul Petru, care atestă și rangul mănăstirii. Danii către mănăstire au fost făcute și de regina Elisabeta, văduva lui Carol Robert, în a doua jumătate a secolului al XIV-iea. Mănăstirea a avut de suferit în urma incursiunilor turcești din anii 1438 și 1441, fapt pentru care, în 1444, papa acorda indulgențe credincioșilor care ar fi ajutat la refacerea ei. Ultima mențiune este din anul 1533, când este pomenit gardianul Ștefan Arcsai. 
Călugării Ordinului Franciscan au părăsit Orăștie în anul 1552, iar biserica a devenit biserică luterană la presiunea sașilor. În anul 1661 turcii au distrus din nou biserica.
Călugării franciscani au revenit în localitate în anul 1730 și au reluat o parte din posesiunile vechi. La acea dată vechea mănăstire era ruinată, astfel că franciscanii au fost nevoiți să folosească la început o capelă, amenajată în vechiul
cor. Între anii 1754 și 1790 au reconstruit și vechea mănăstire medievală. Biserica a fost mărită între anii 1880-1881 și i-a fost adăugat un turn. 
Mănăstirea a funcționat până după al doilea război mondial. A fost reînființată după 1990, ca filie a mănăstirii din Deva, cu hramul Sfânta Elisabeta a Ungariei.
Autoritățile comuniste i-au fixat arhiepiscopului Alexandru Cisar domiciliu obligatoriu în această mănăstire. Arhiepiscopul Cisar a locuit aici din 1949 până în 1953, când i s-a permis întoarcerea la București.
În cadrul mănăstirii este un călugăr care are grijă de copii orfani.

## Trăsături
Biserica actuală este un edificiu cu o singură navă, cu un cor  încheiat poligonal, sprijinit de contraforturi și un turn clopotniță adosat părții vestice. Biserica nu are o arhitectură unitară, sanctuarul fiind aproximativ de două ori mai lung decât nava și susținut de contraforturi cu mărimi diferite la cele două compartimente. Altarul perpetuează o structură gotică, în timp ce jumătatea vestică a bisericii (navă, turn) și interiorul reprezintă realizări baroce (bolți cu penetrații, întărite cu arce dublouri).
Claustrul de zid, cu două laturi, a fost ridicat la sud de biserică. 
Mobilierul, altarul principal, cele două altare laterale, dulapul vestiar din sacristie și crucifixul datează din secolul al XVIII-lea. Amvonul din lemn, lipit de peretele navei, datează probabil de la
ultima renovare, probabil 1880-1881.
Altarul adăpostește moaștele sfintei Elisabeta, patronul spiritual al bisericii.
Ferestrele sunt înlocuite de vitralii ce au în reprezentări sfinți din iconografia romano-catolică
Există o criptă subterană unde sunt înmormântați preoții și o bibliotecă valoroasă, care adăpostește cărți vechi, cronici și codexuri.
Lucrări de reparații mai importante au avut loc și între anii 1927 și 1936.

## Imagini din exterior

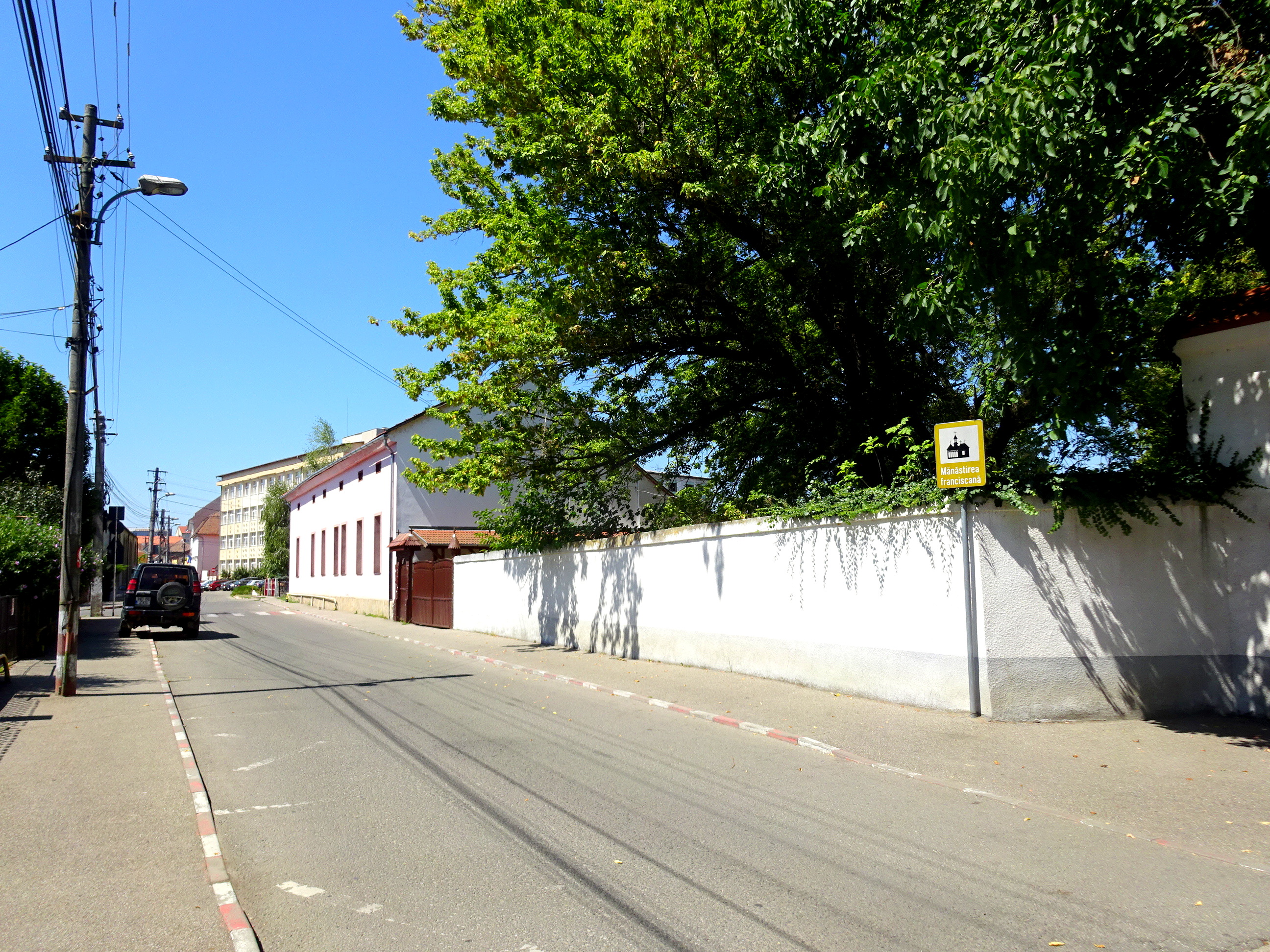
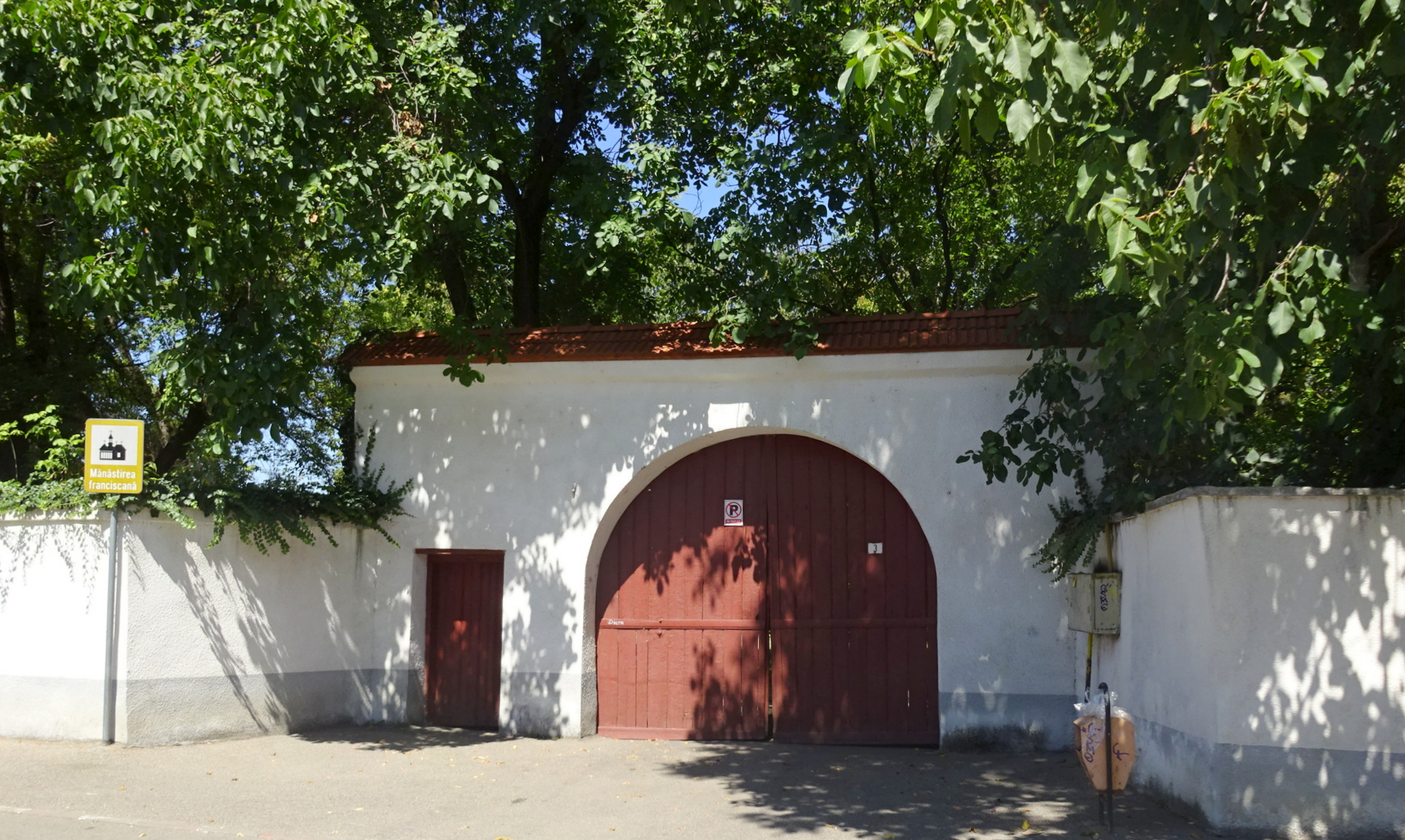
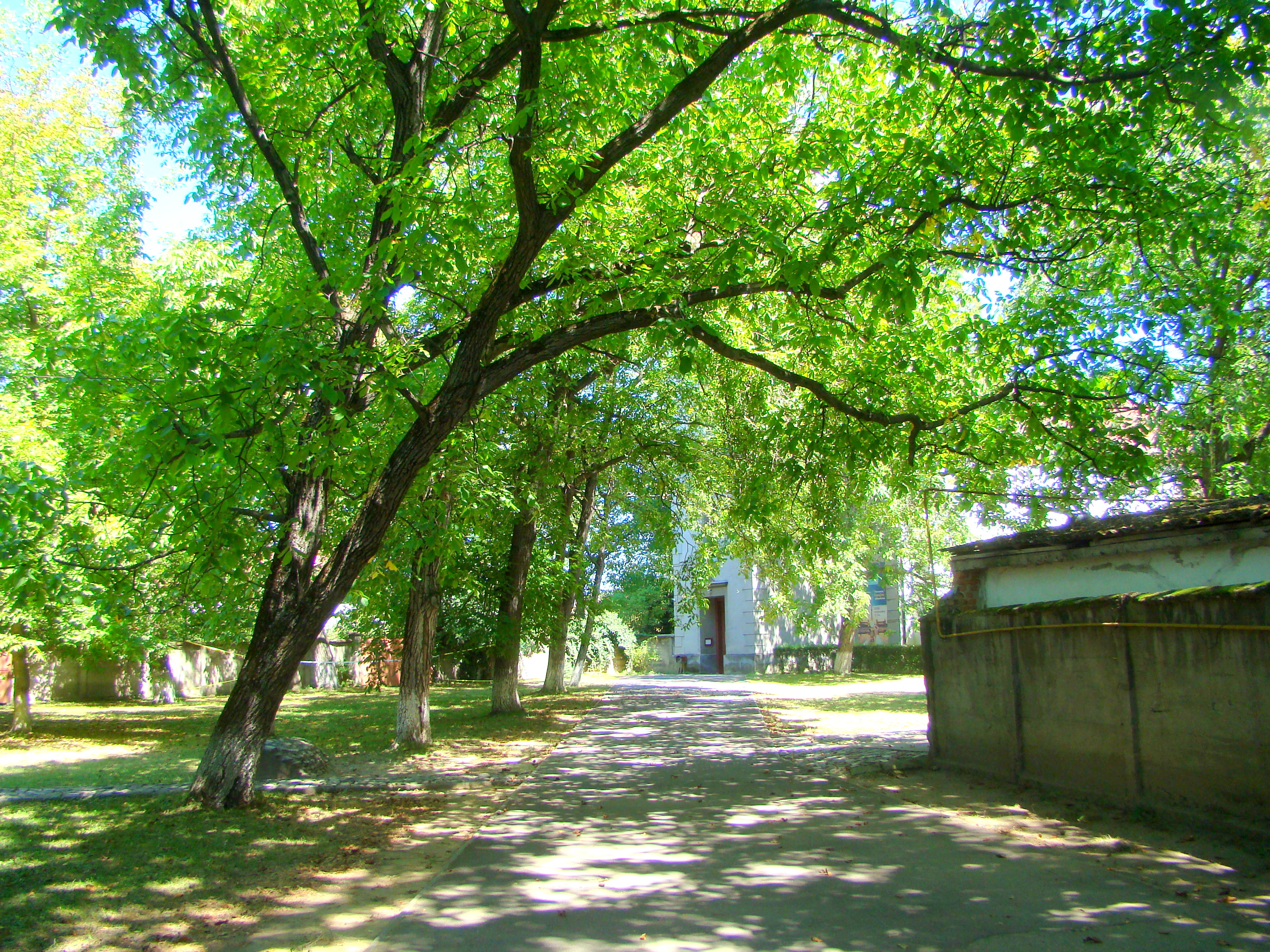
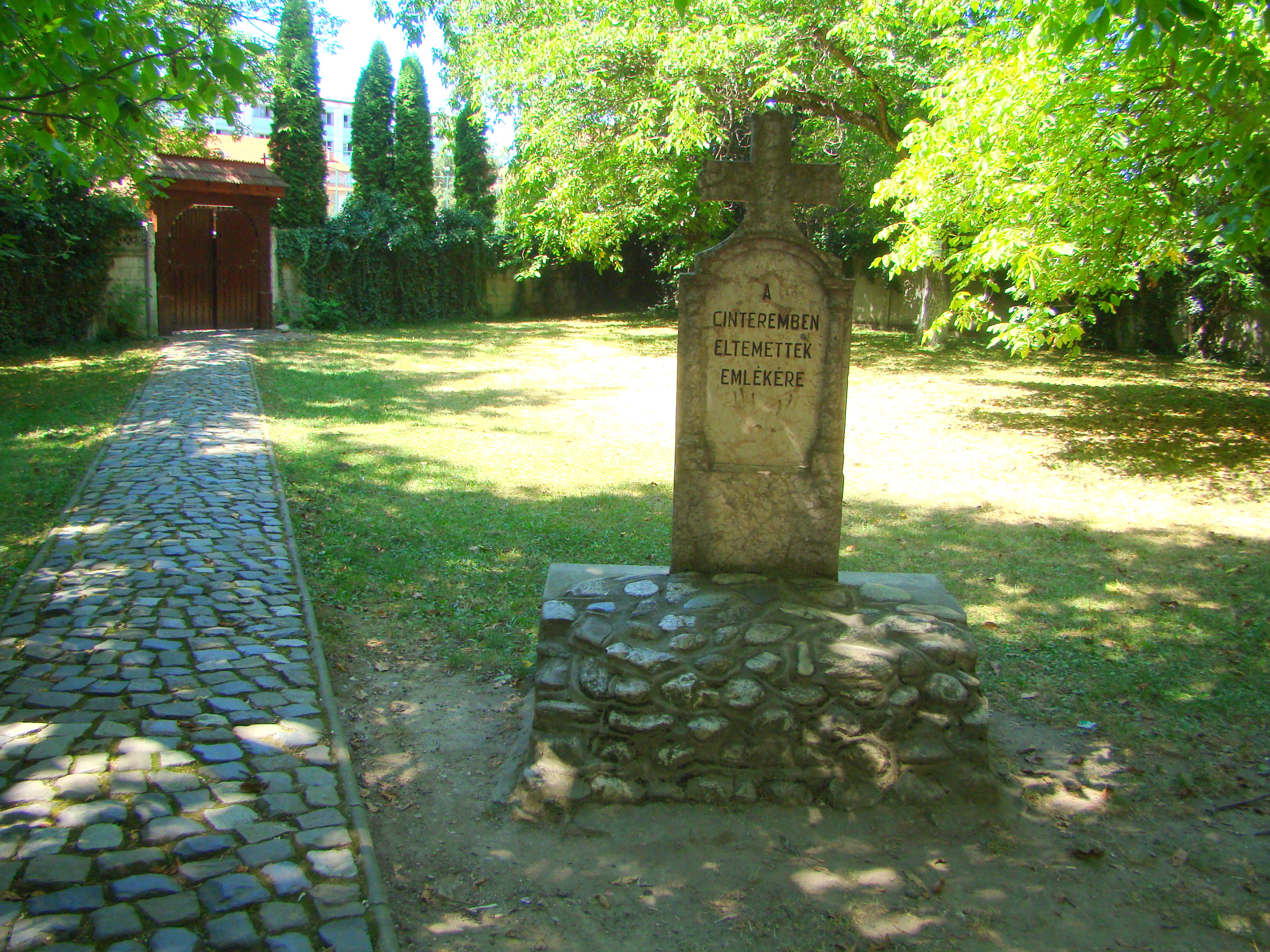
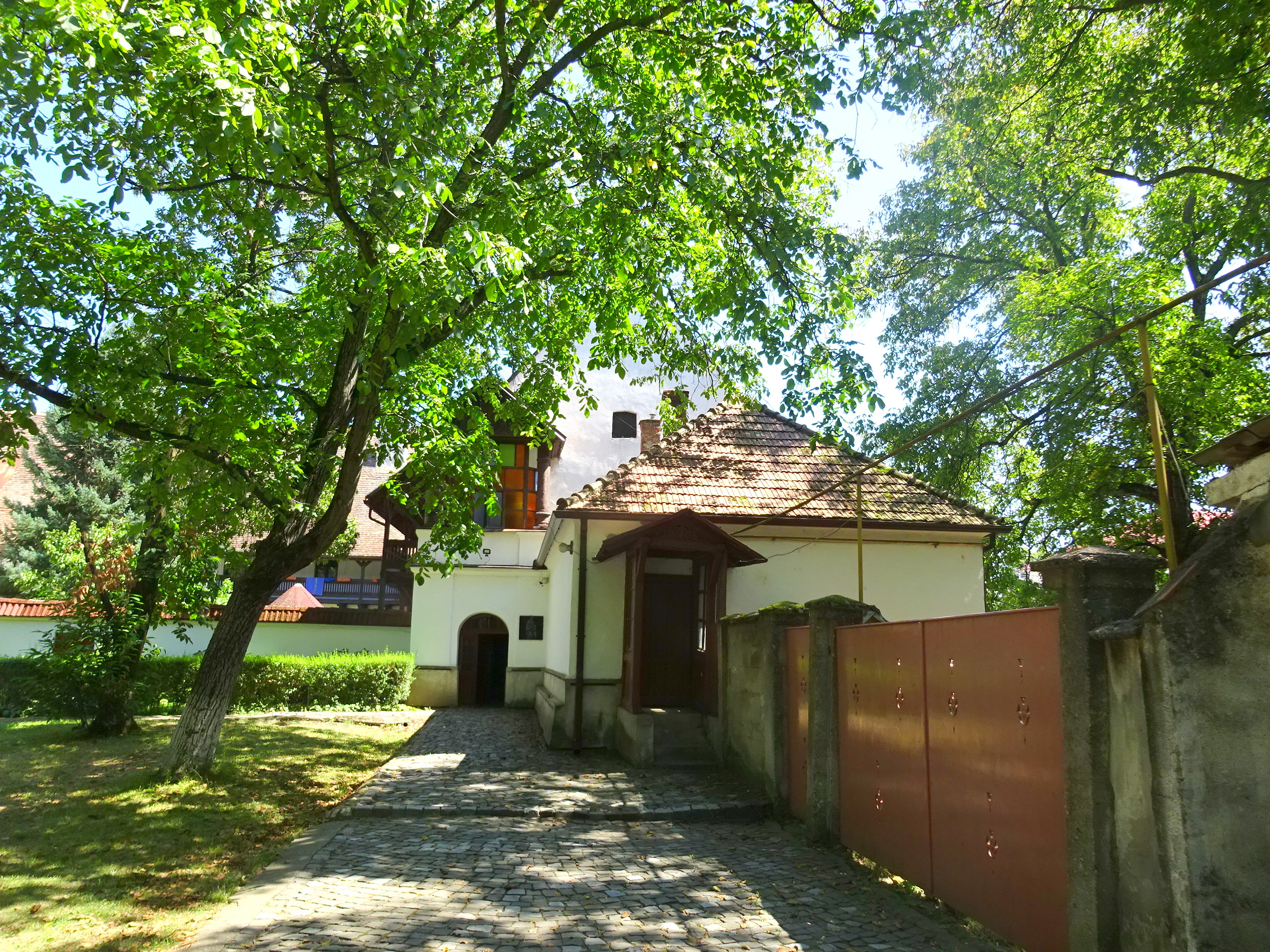
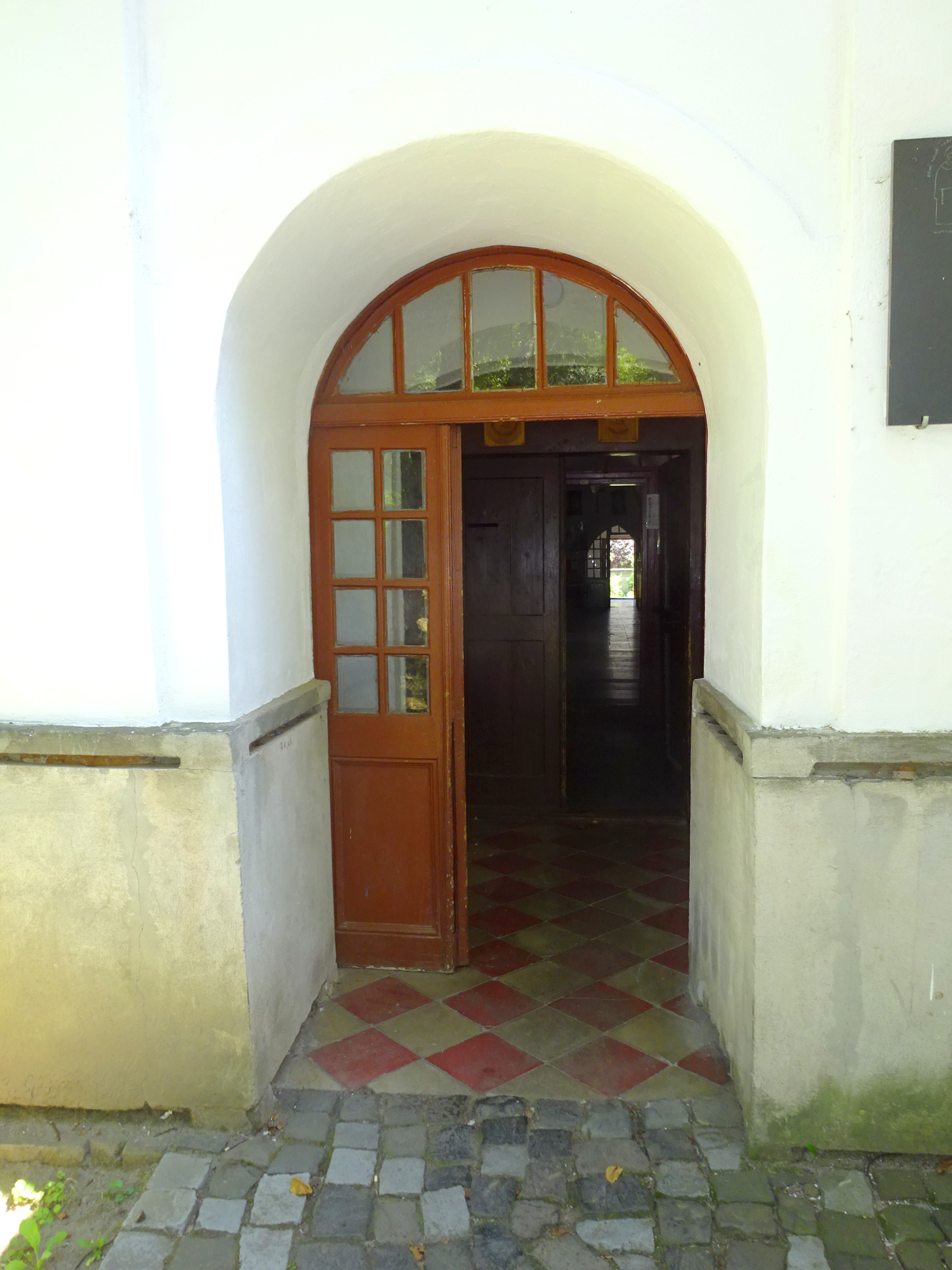
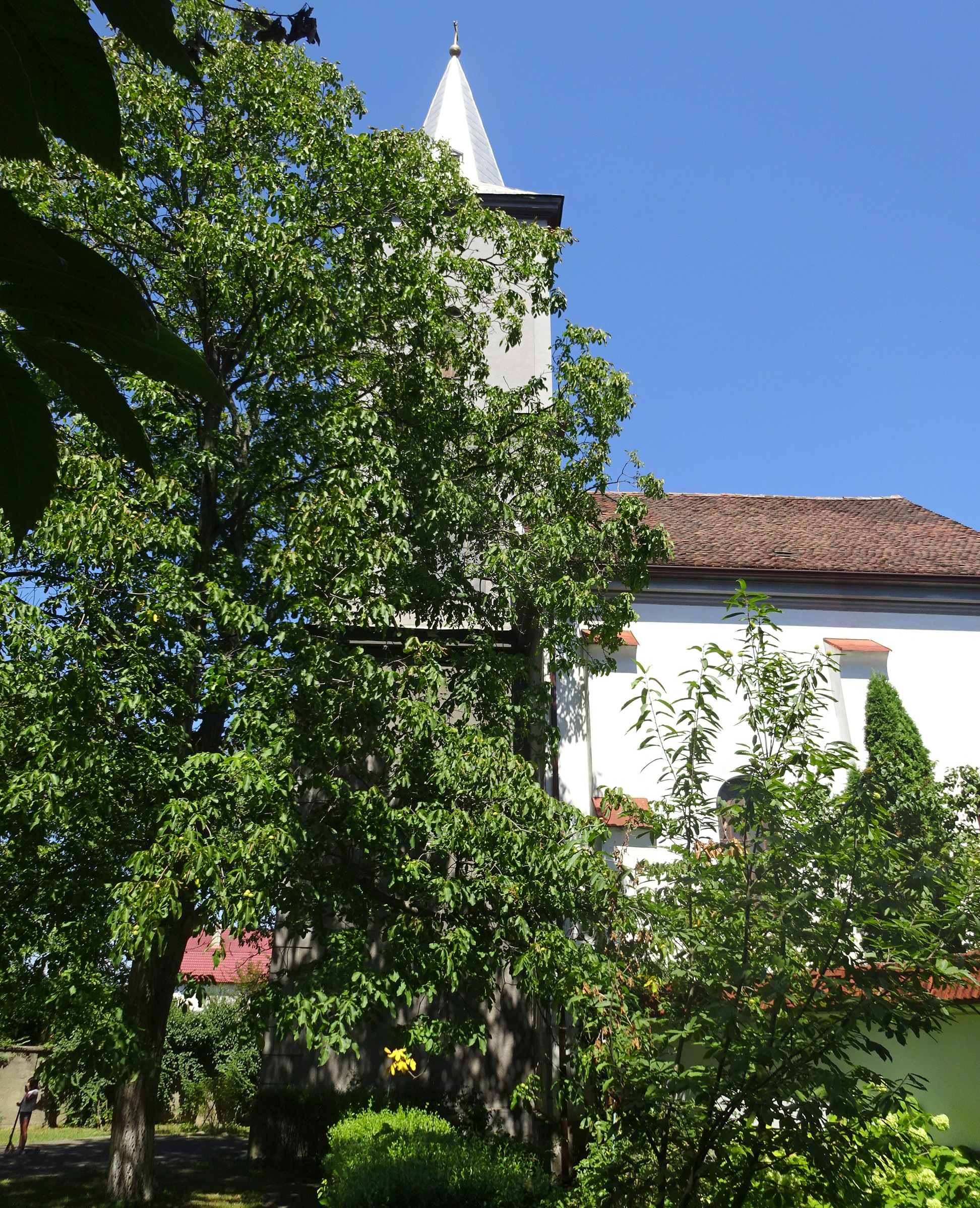
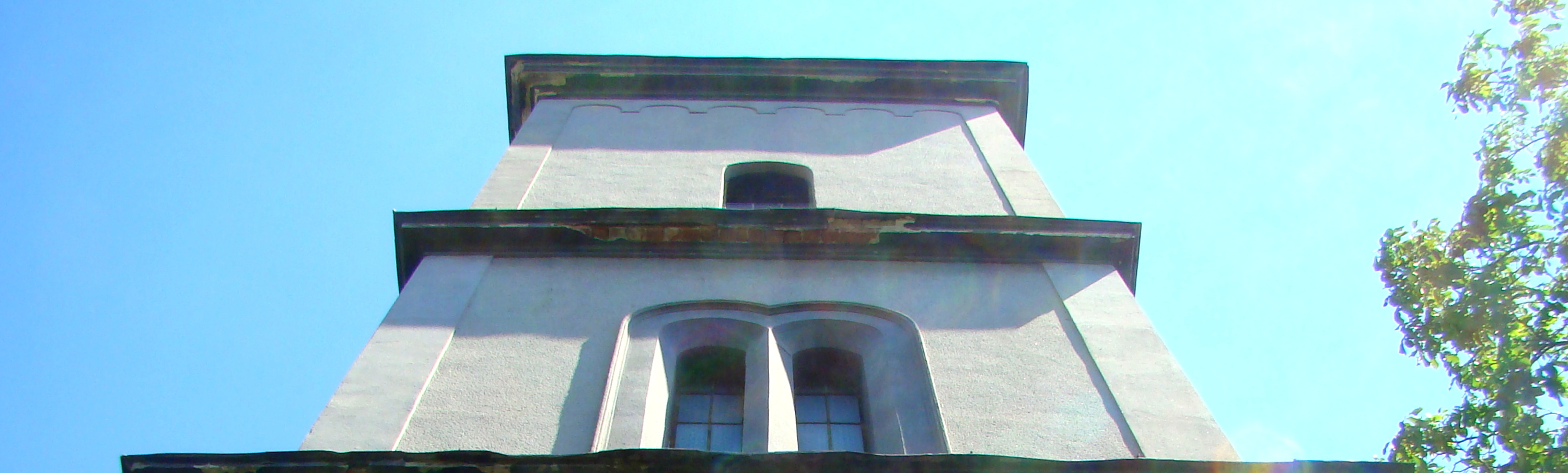
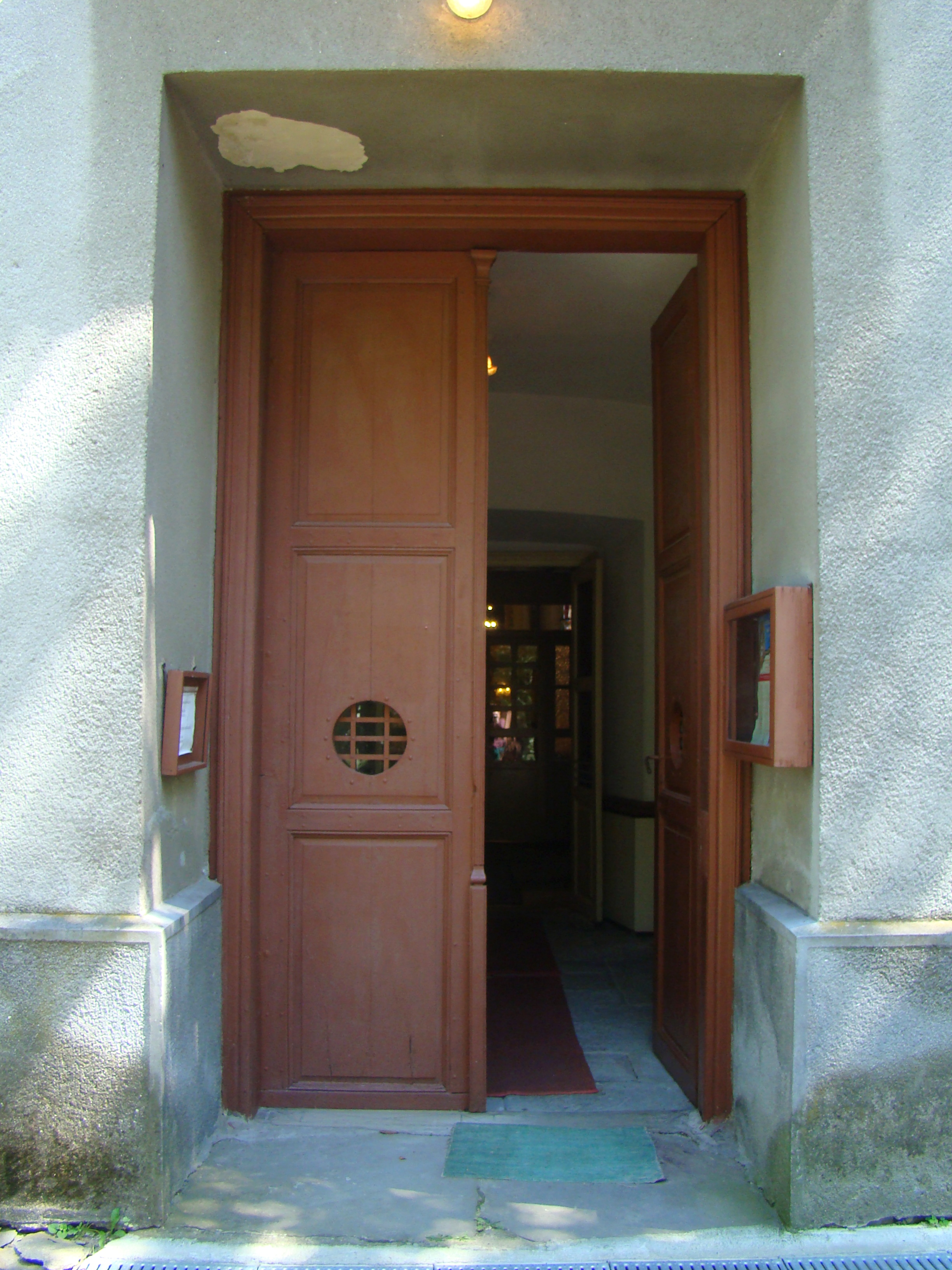
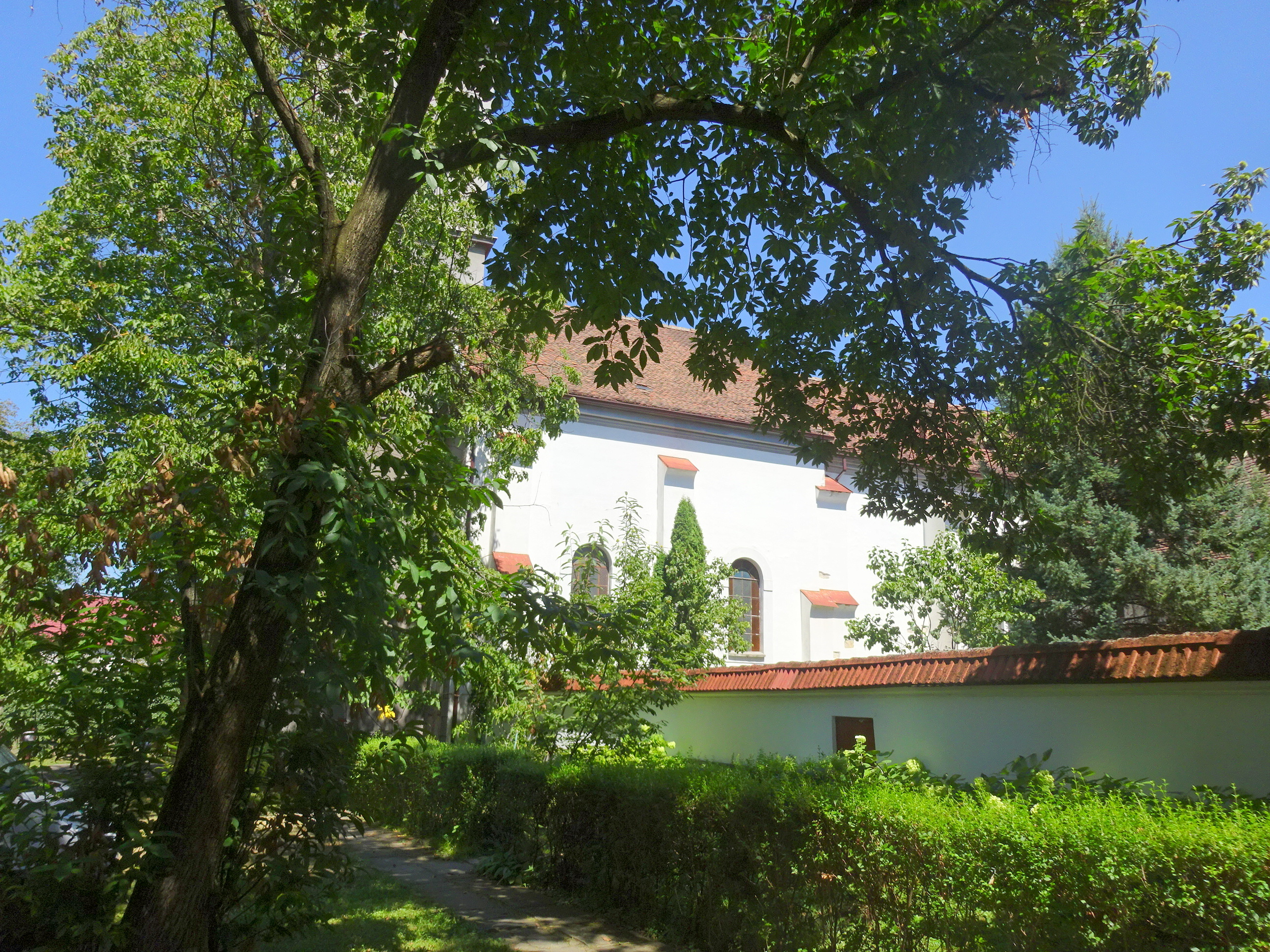
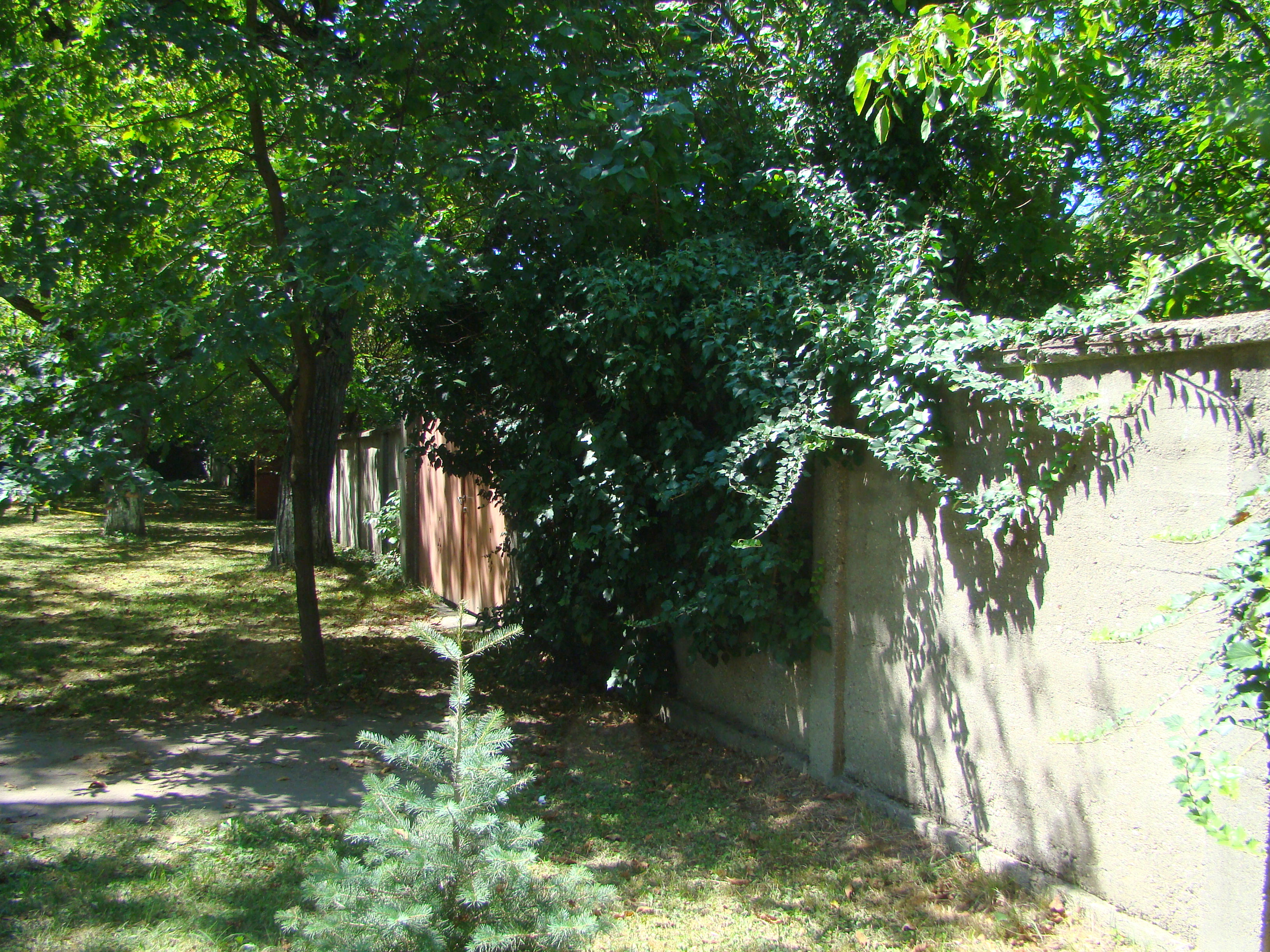
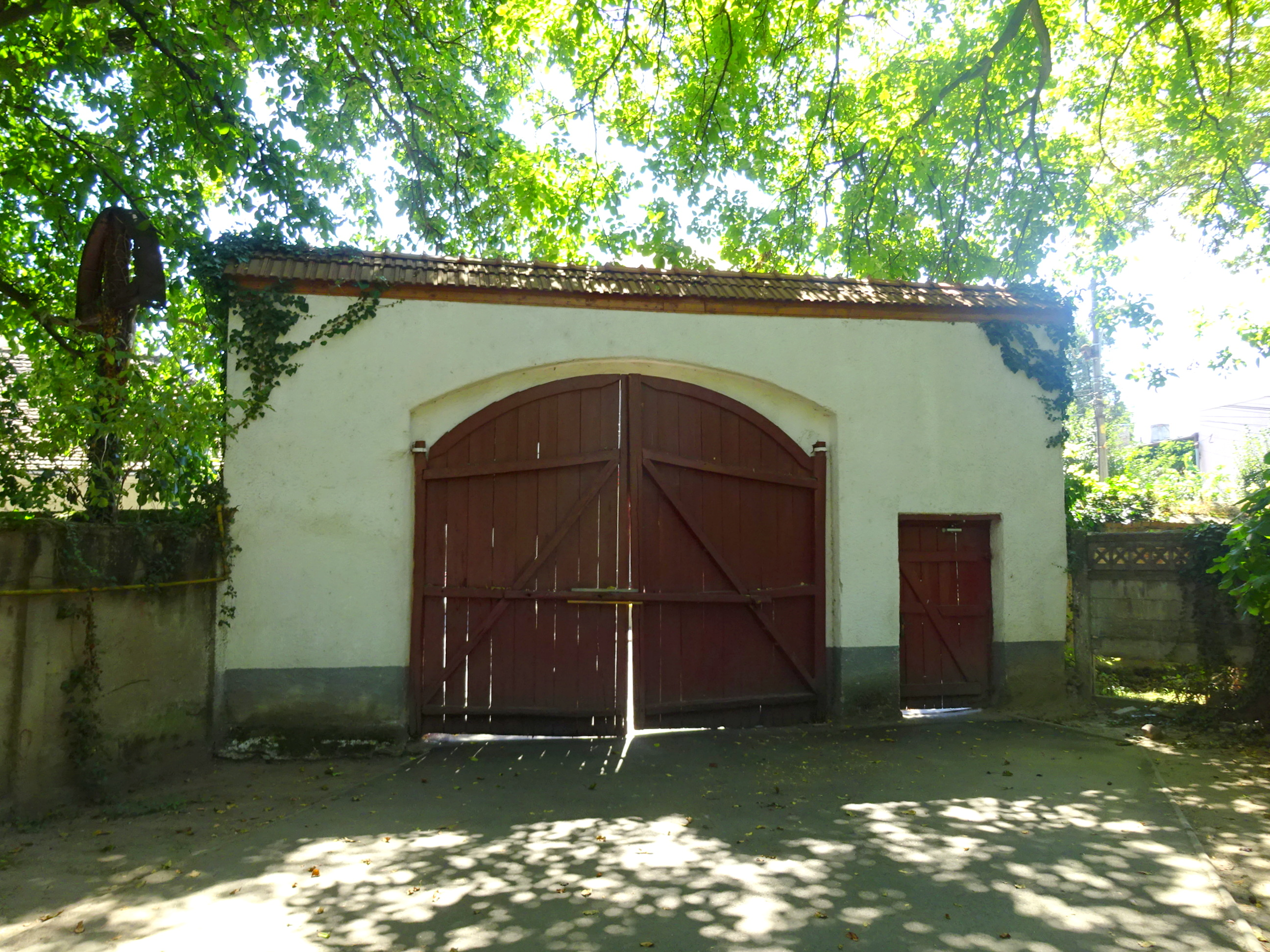

## Imagini din interior

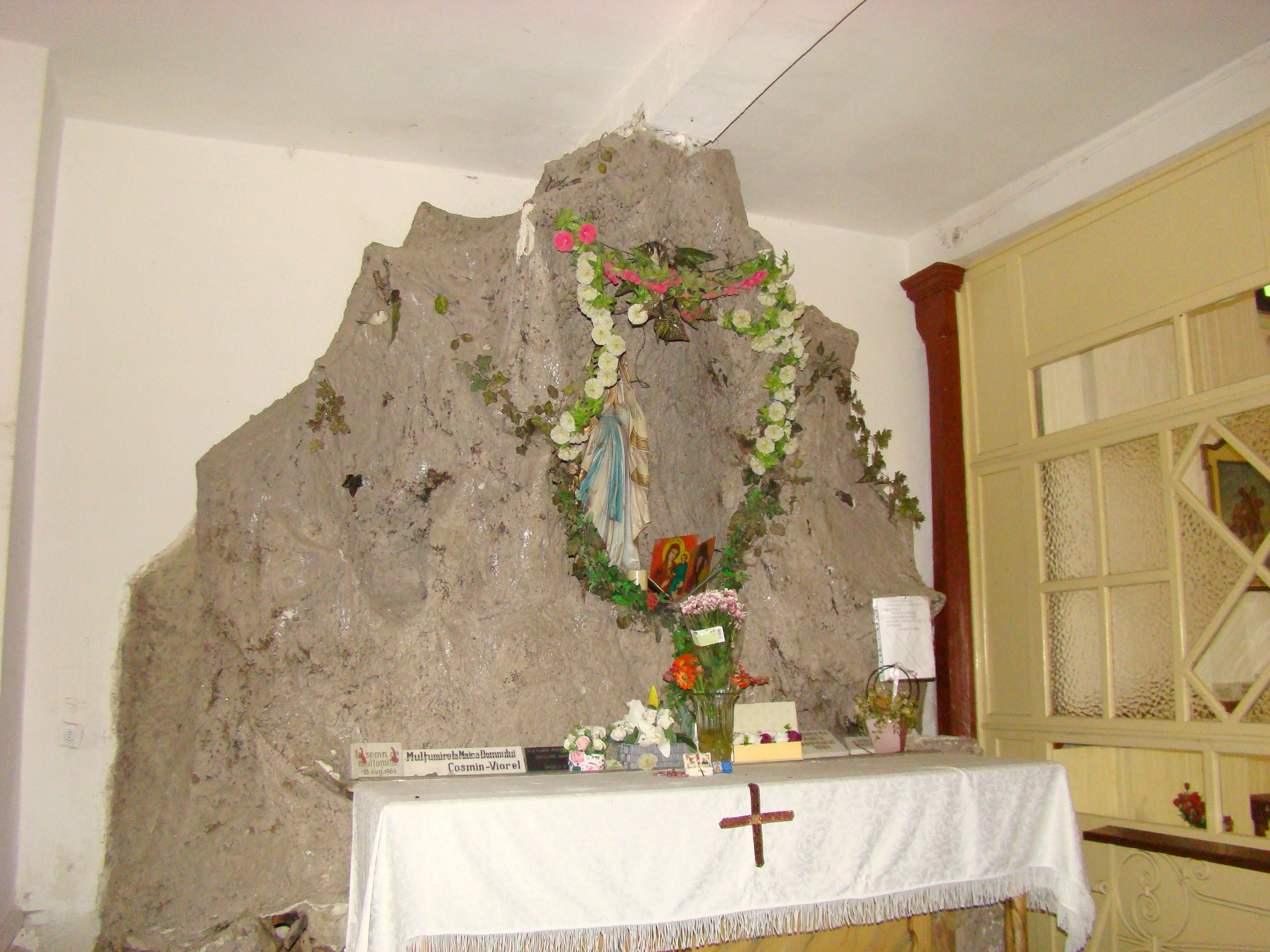
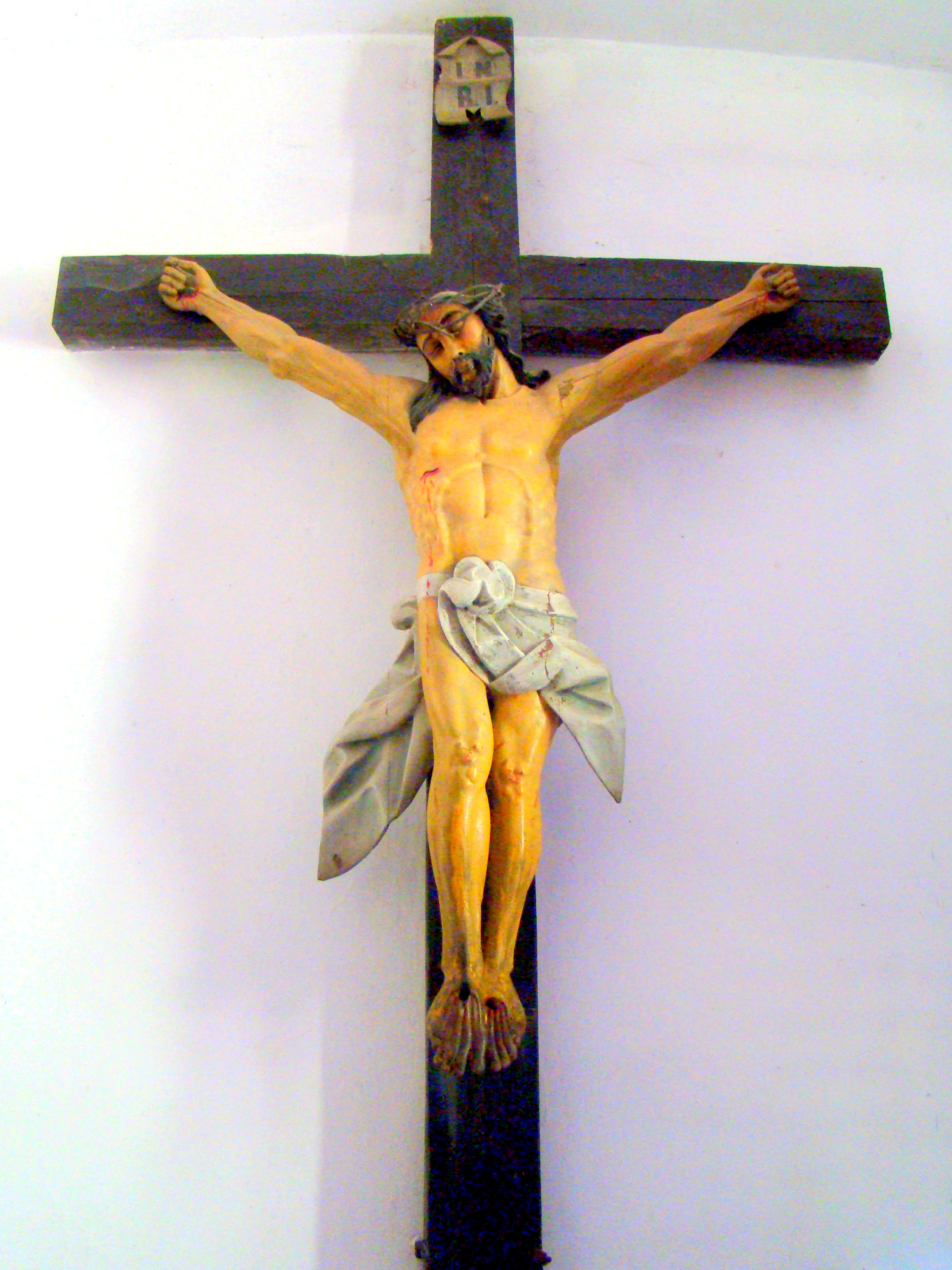
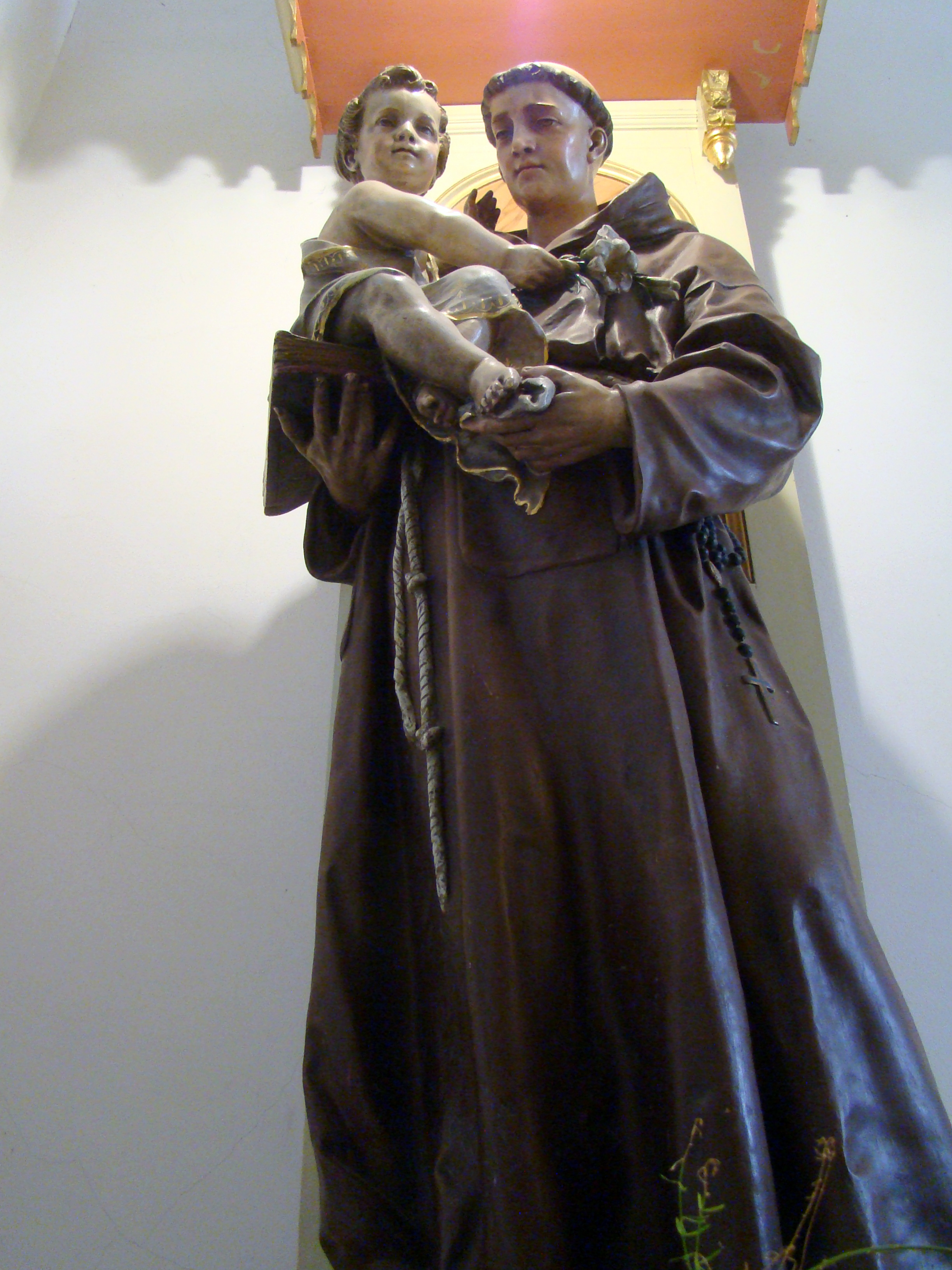
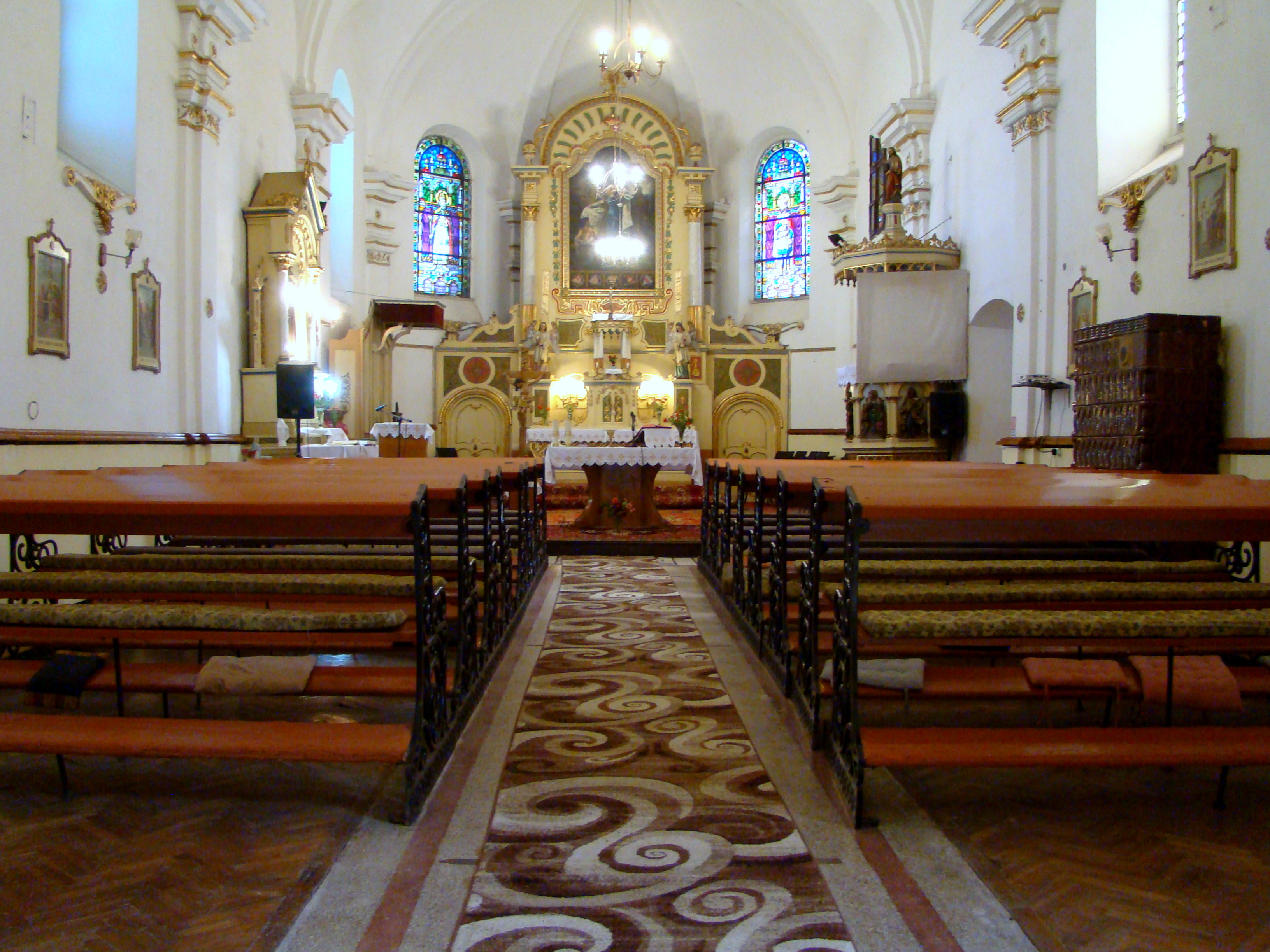
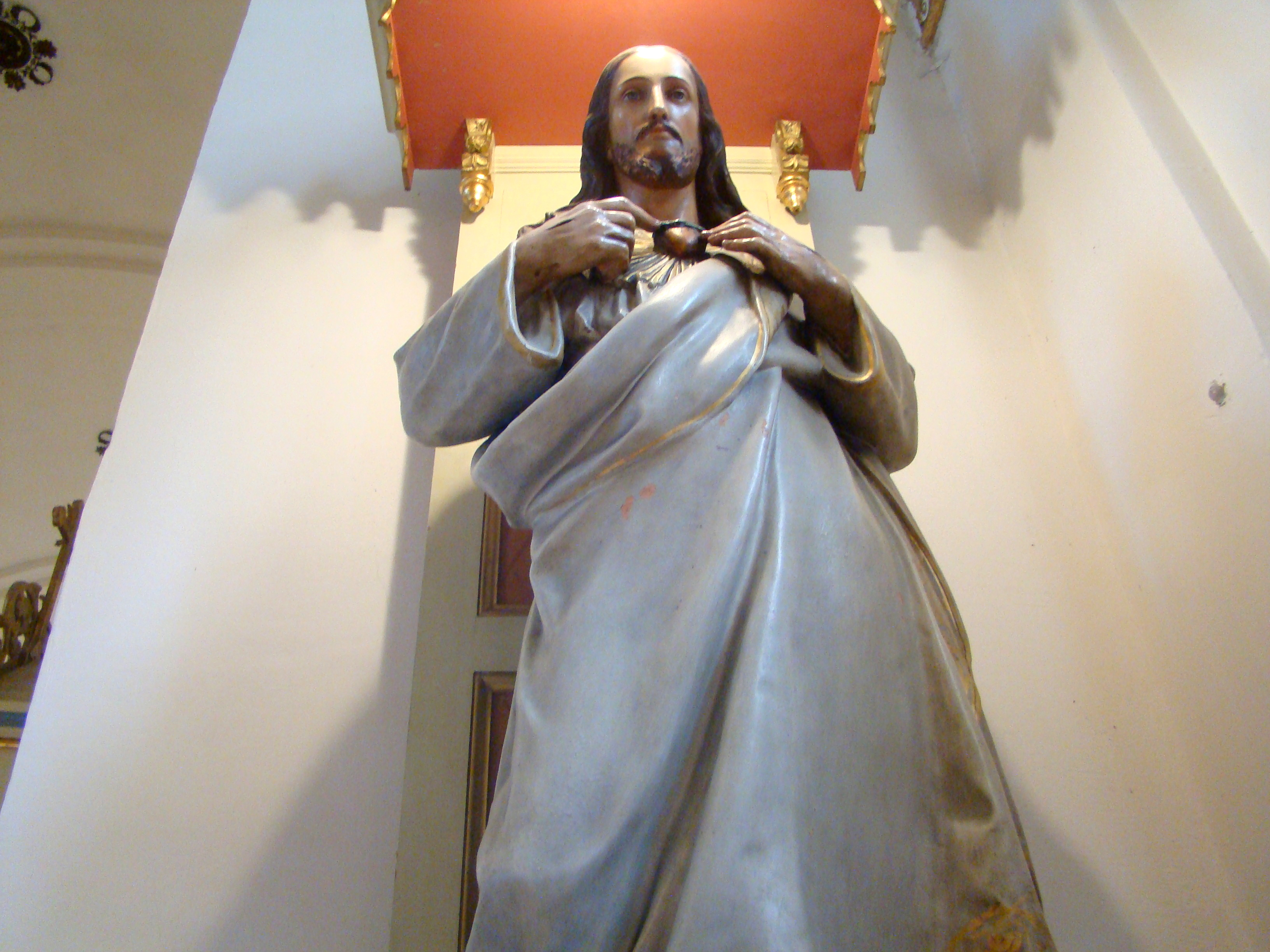
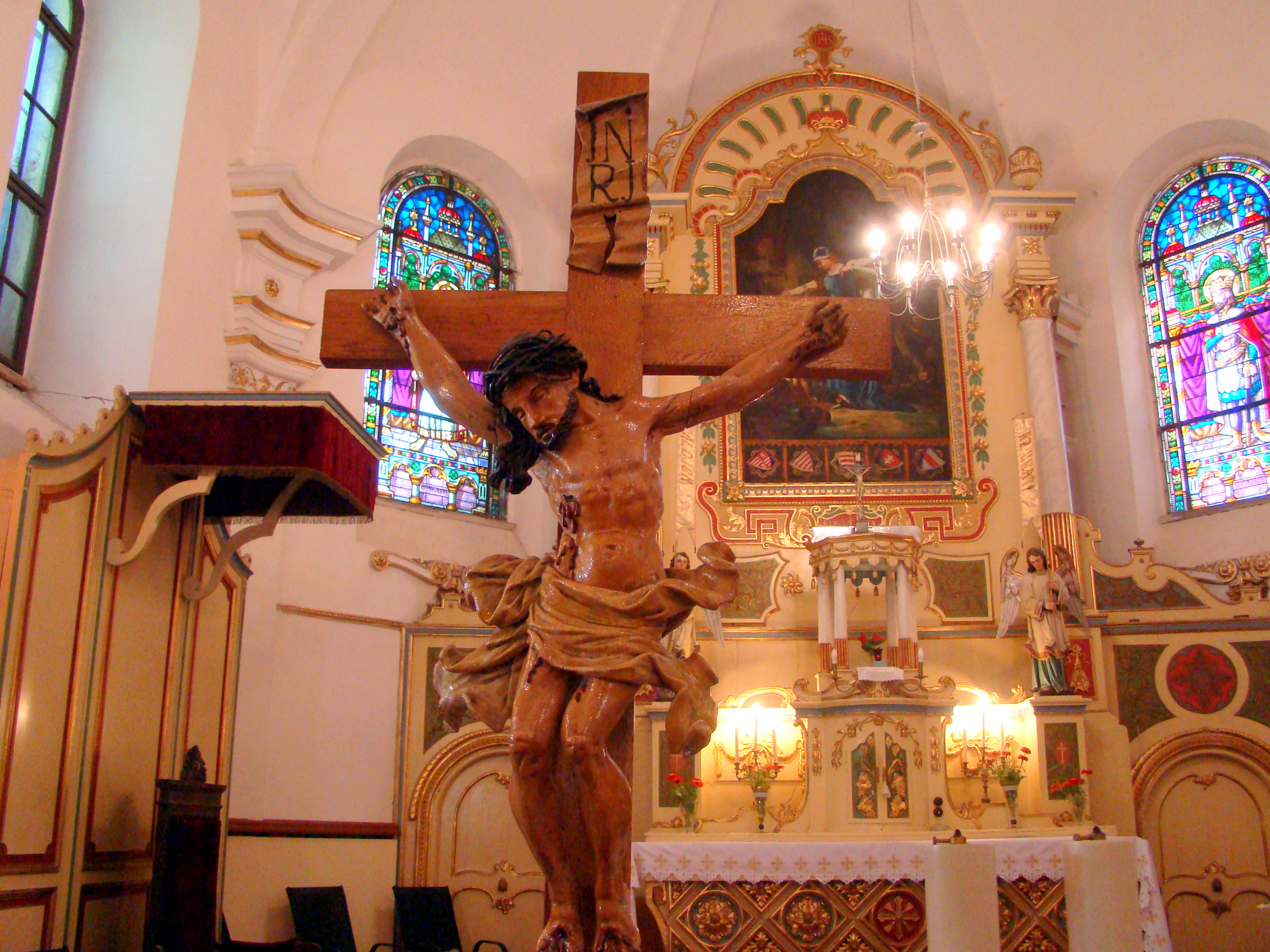
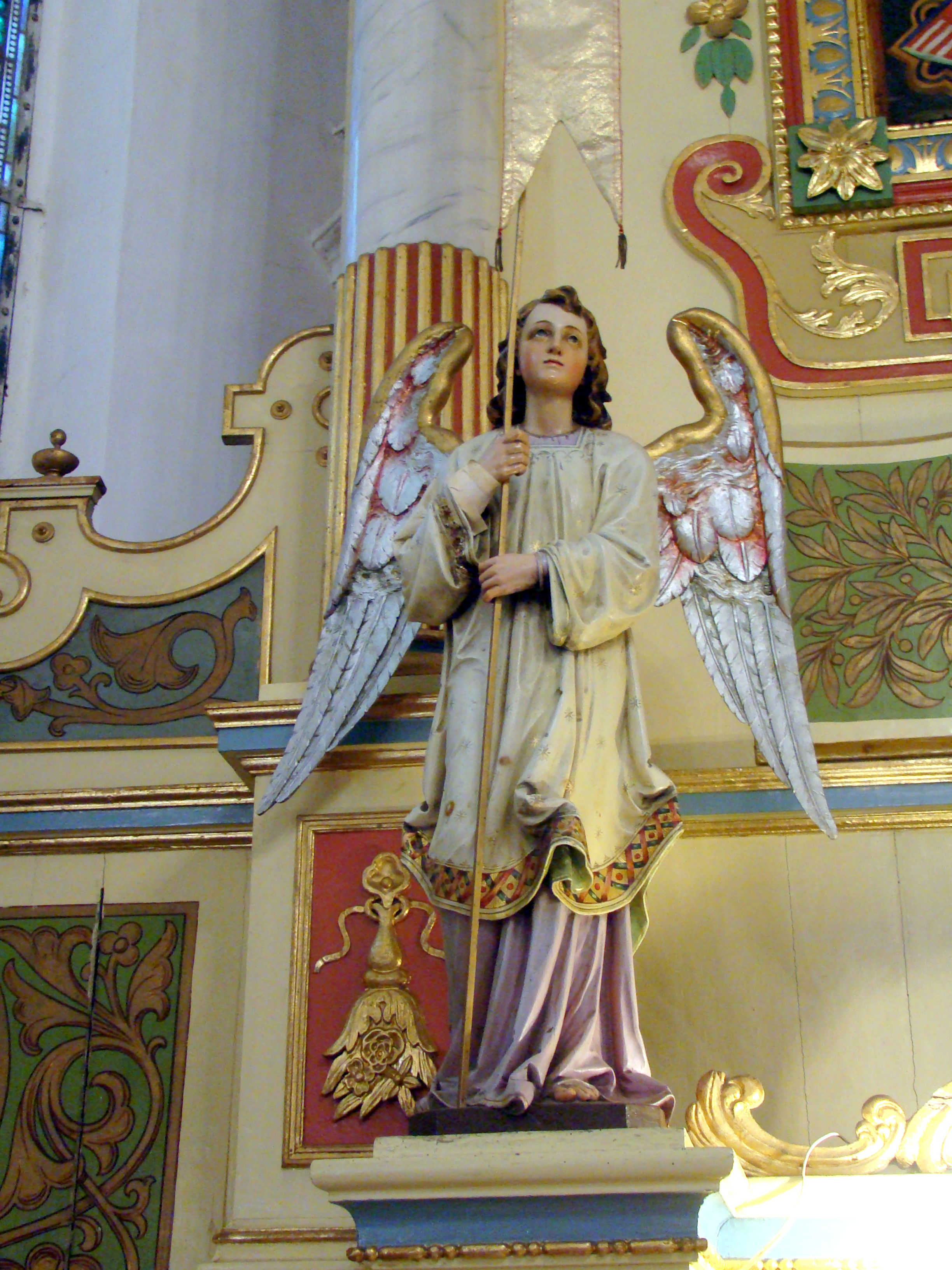
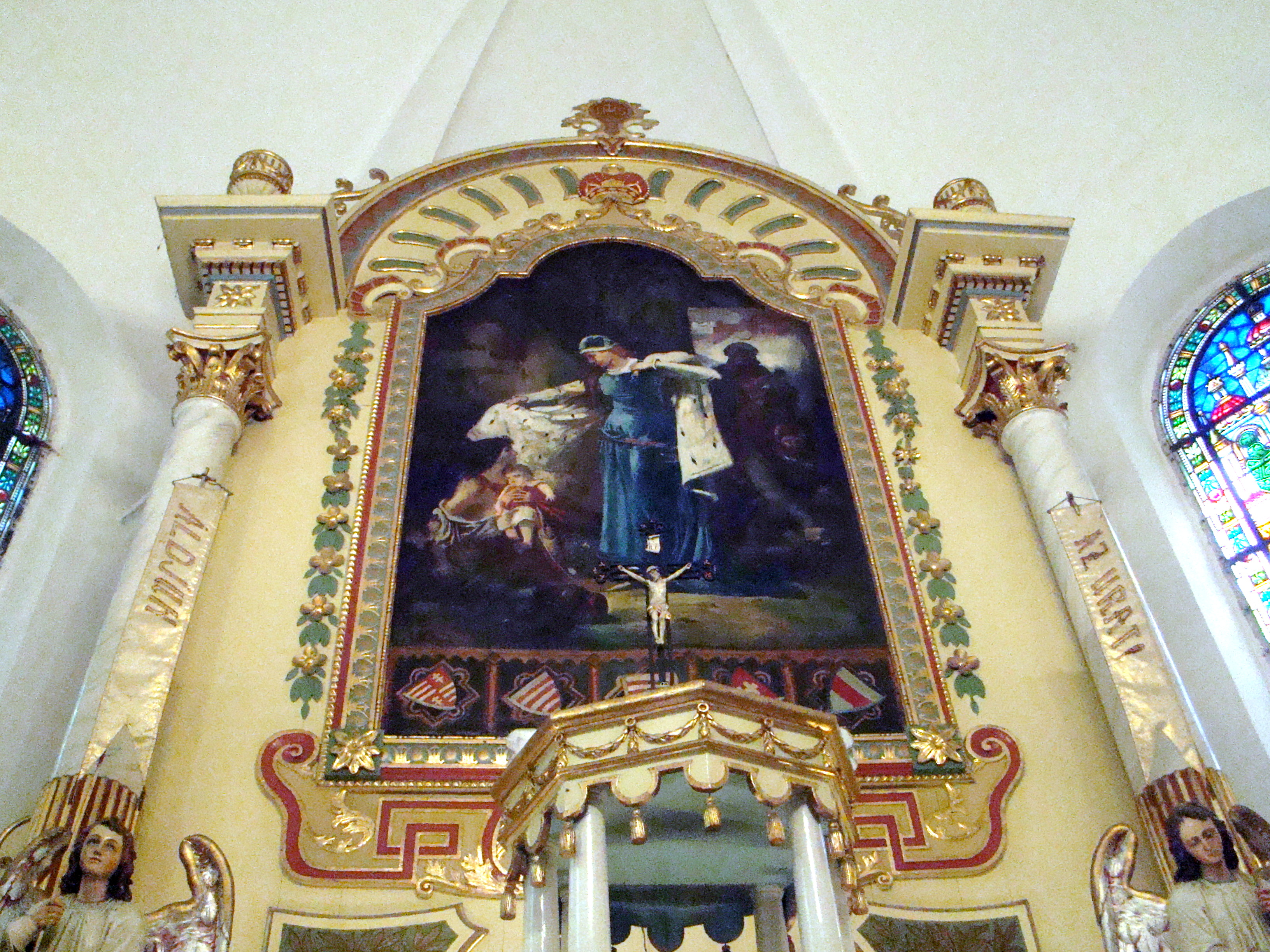
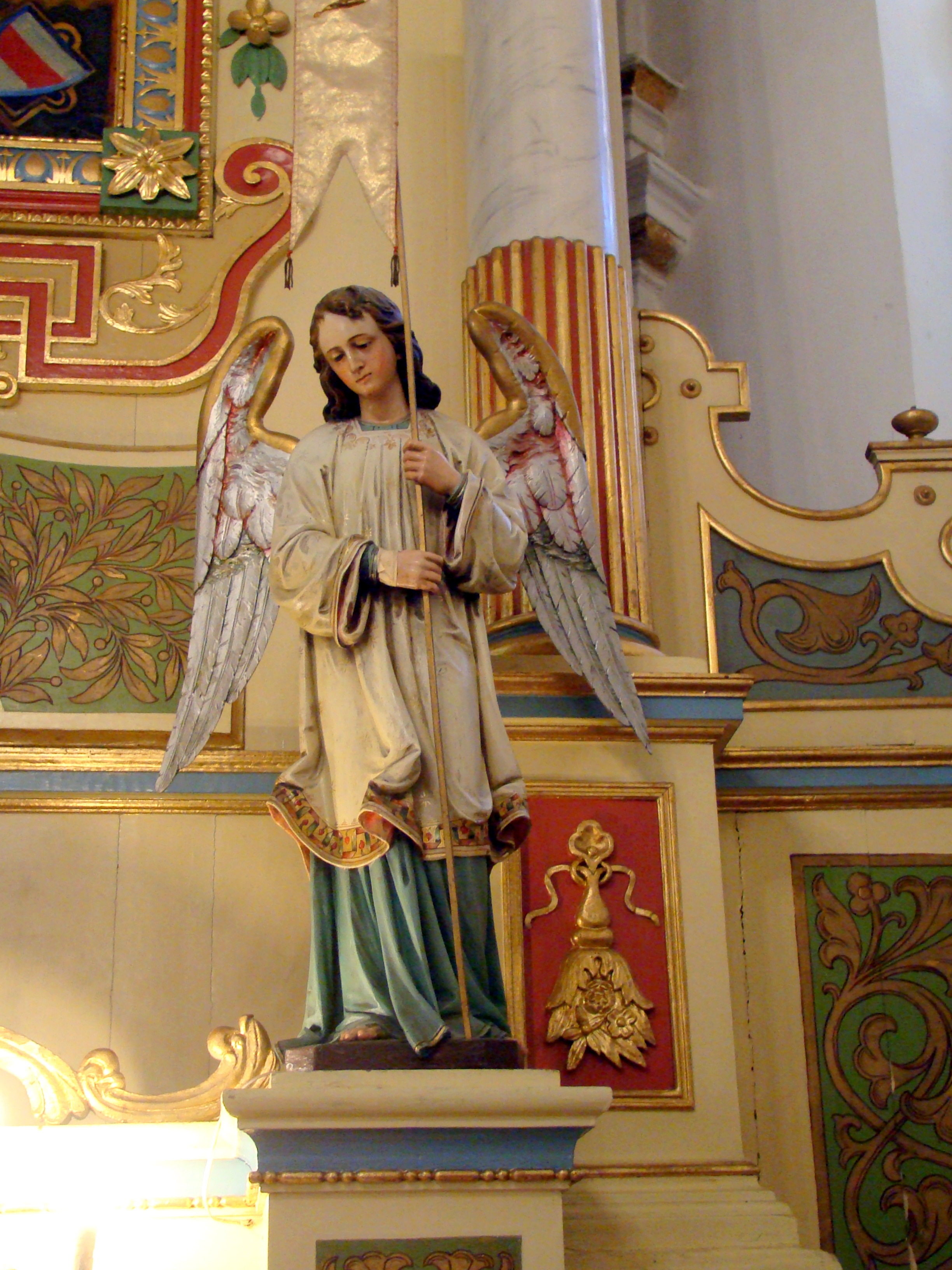
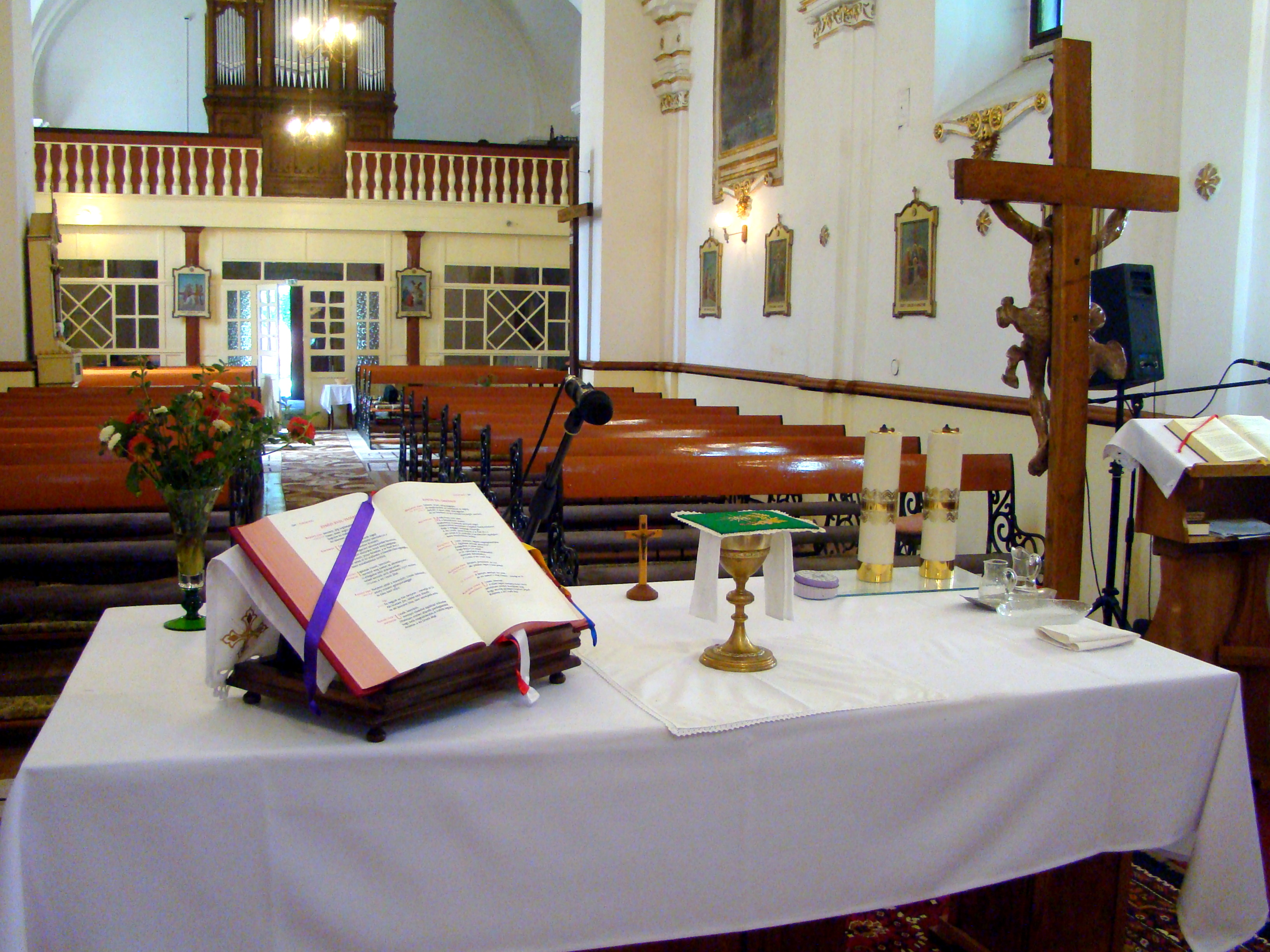
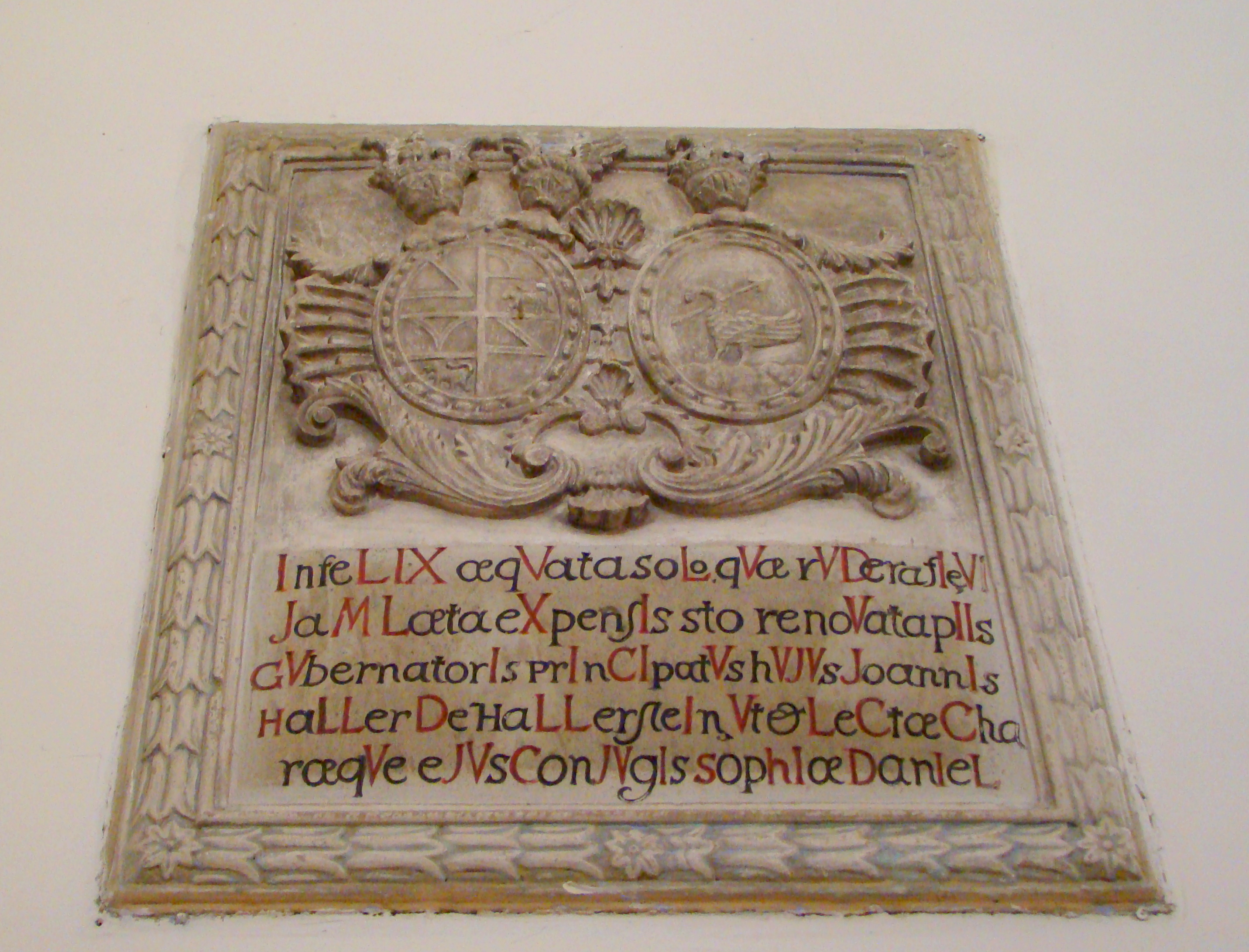
Blazonul familiei Haller
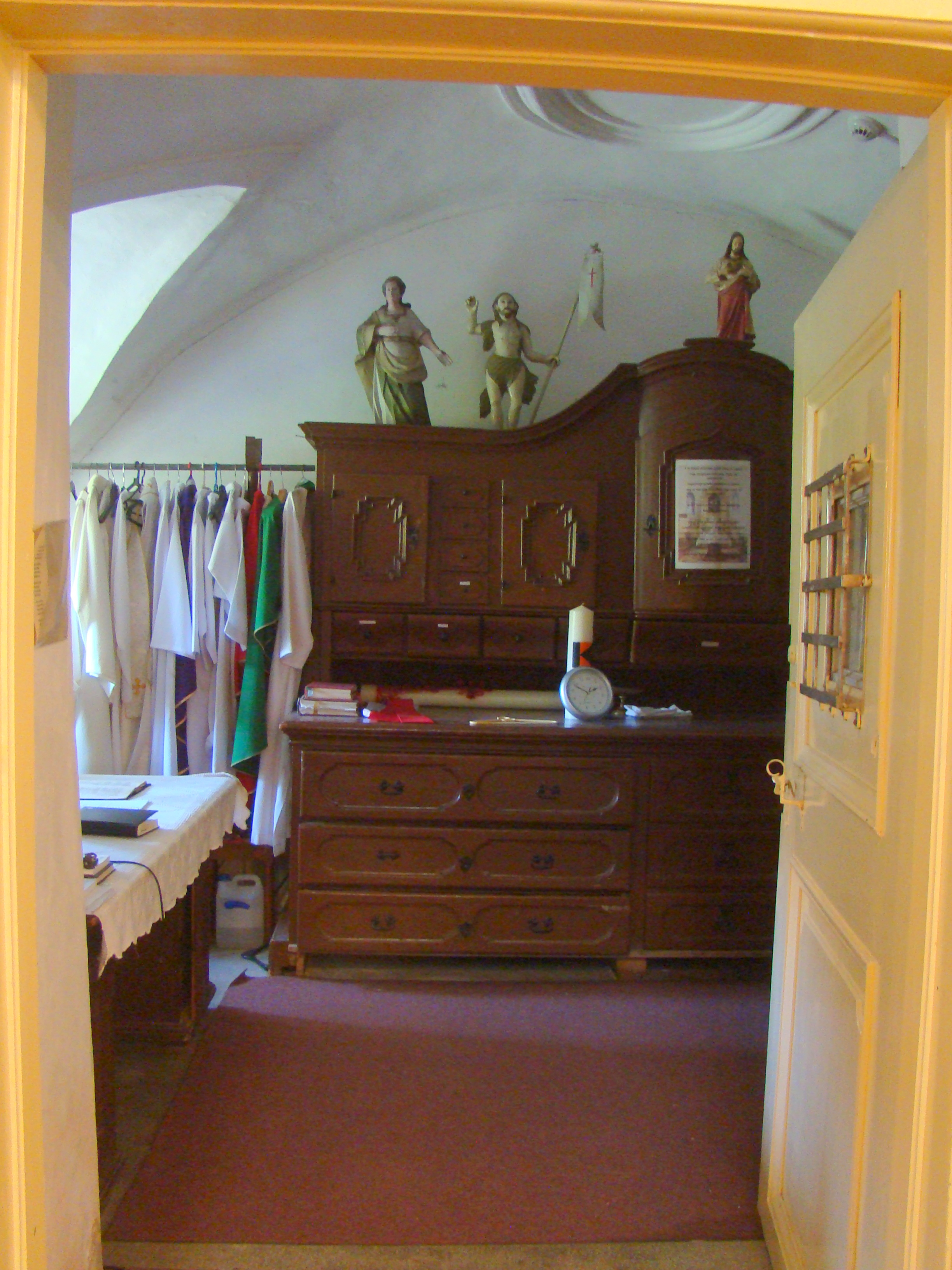
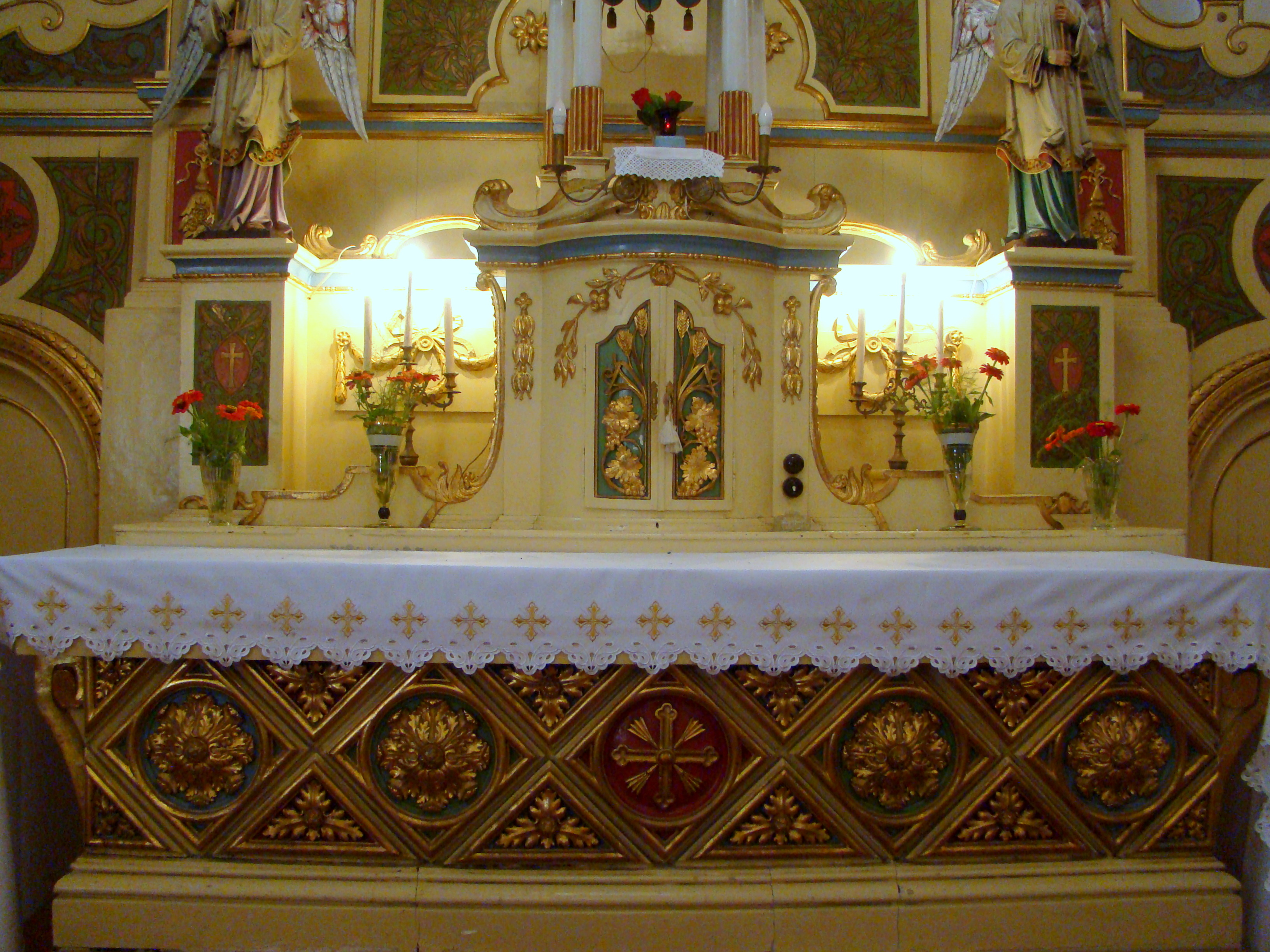
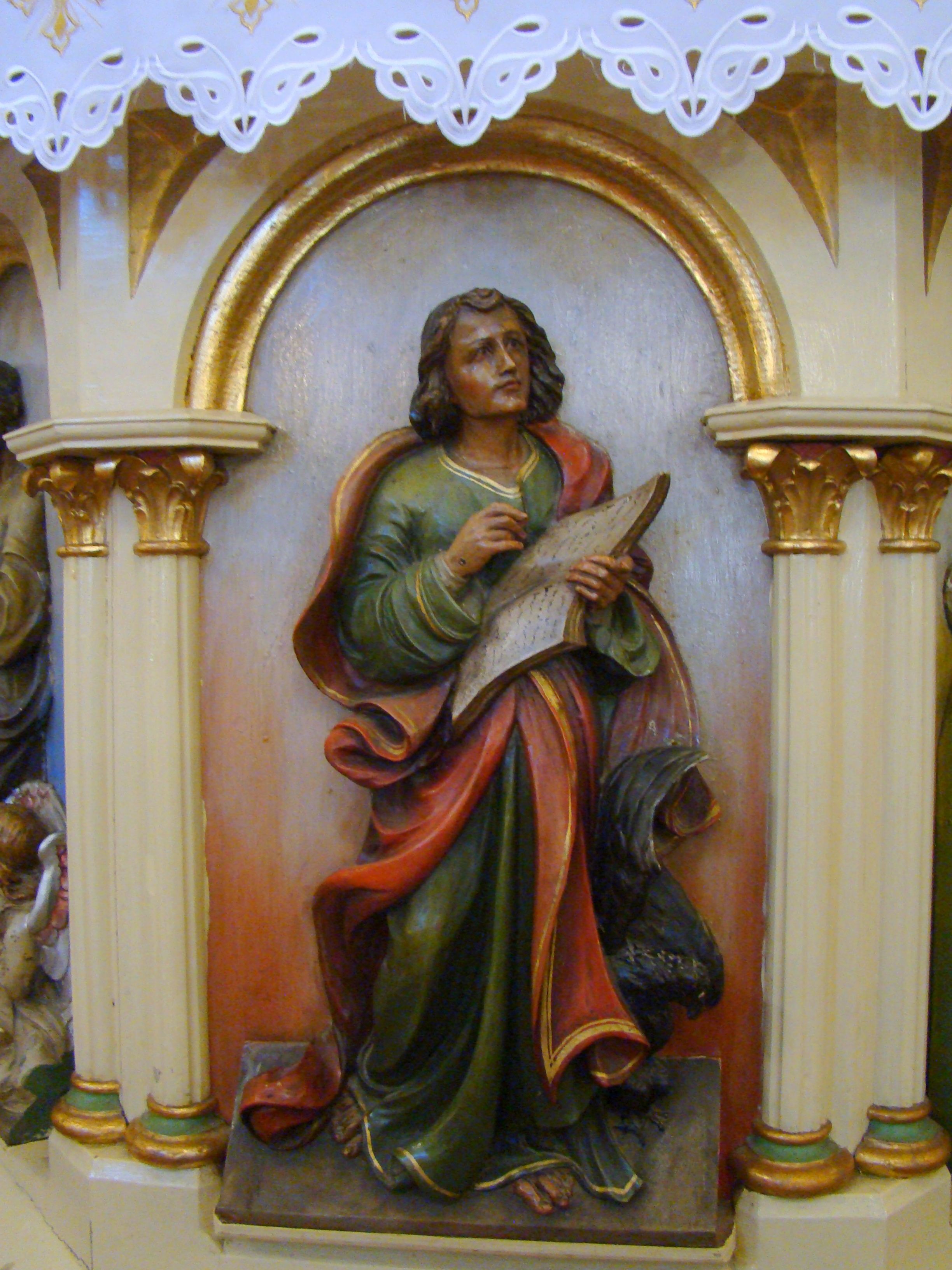
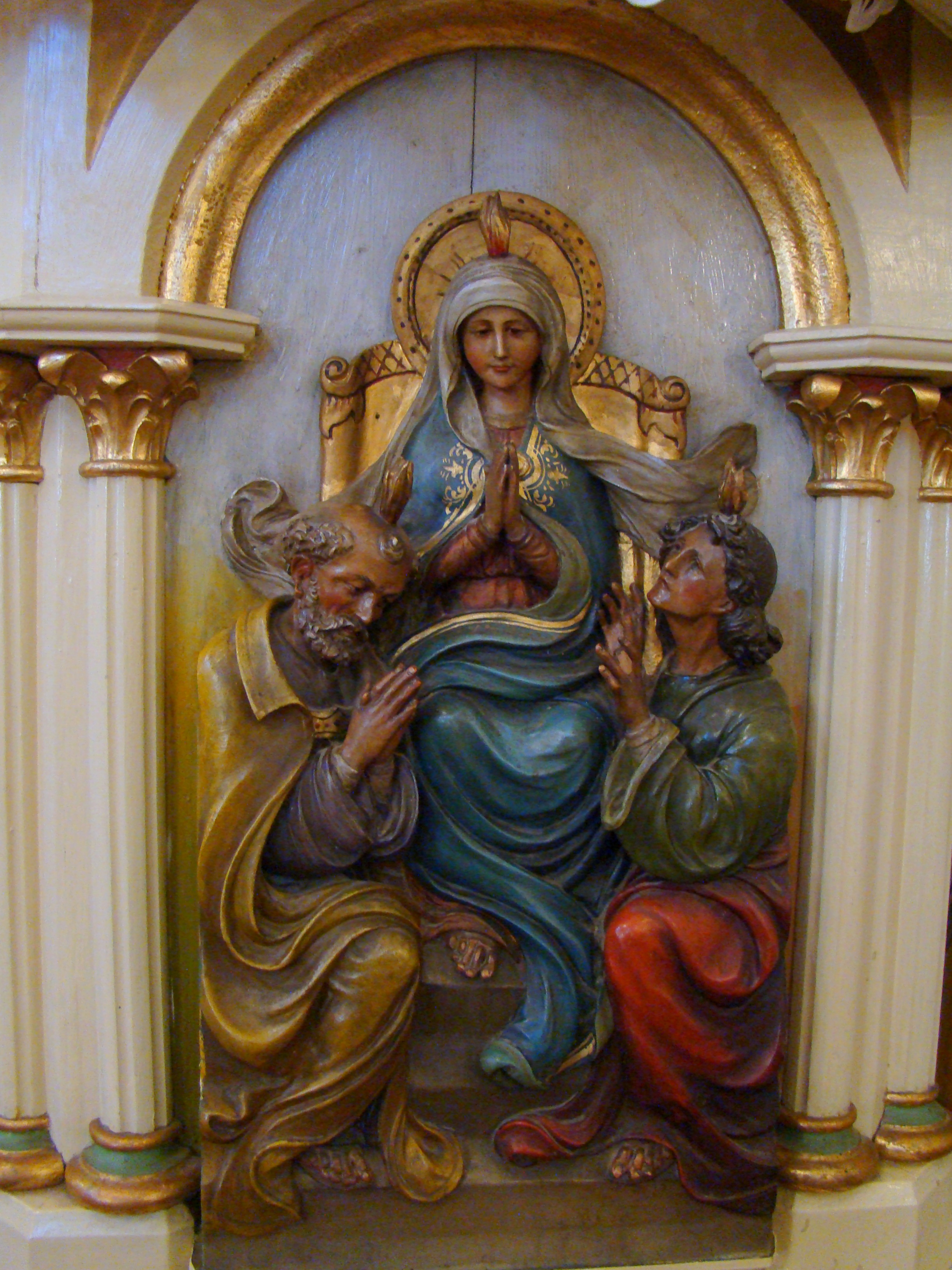
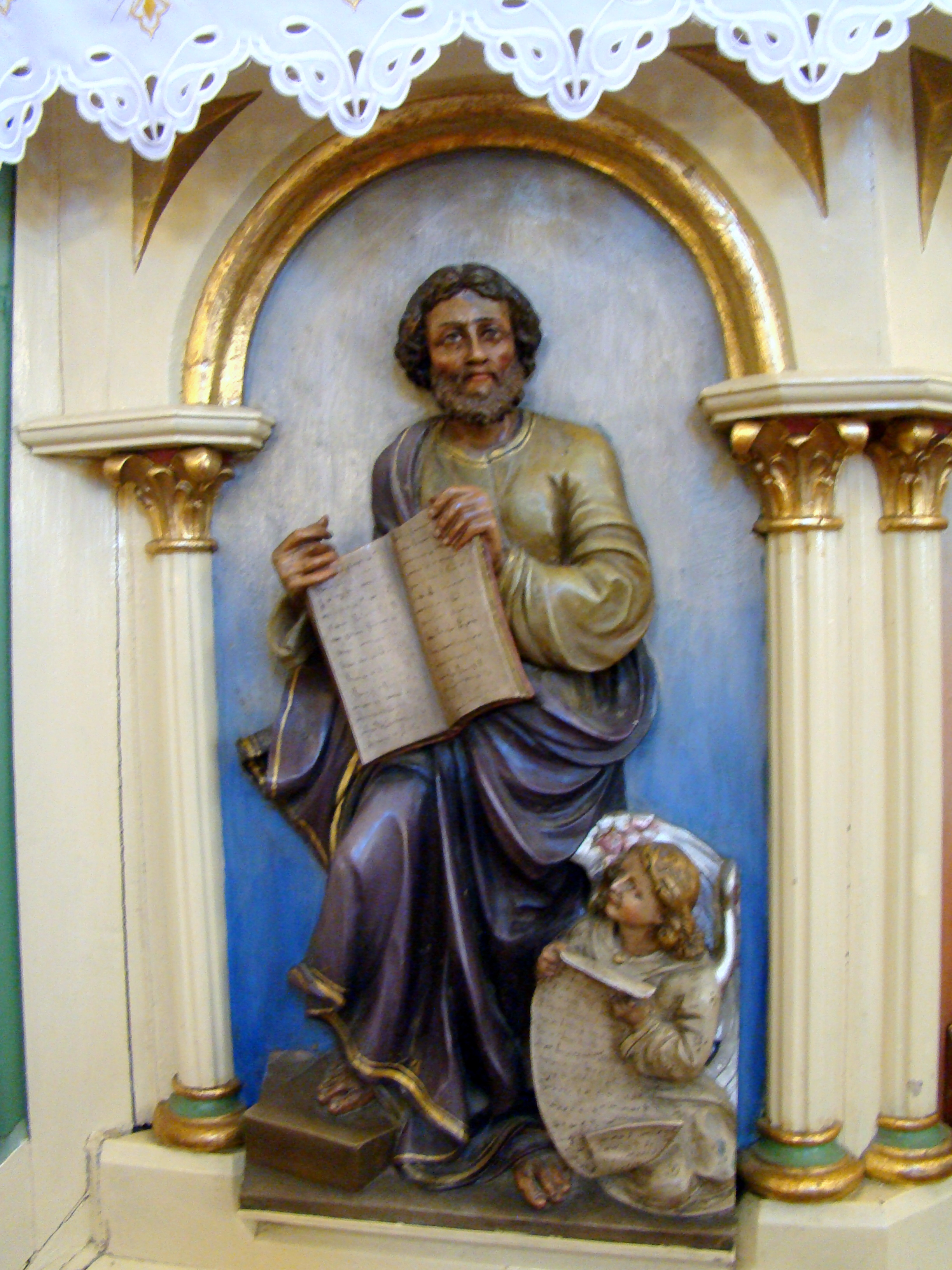
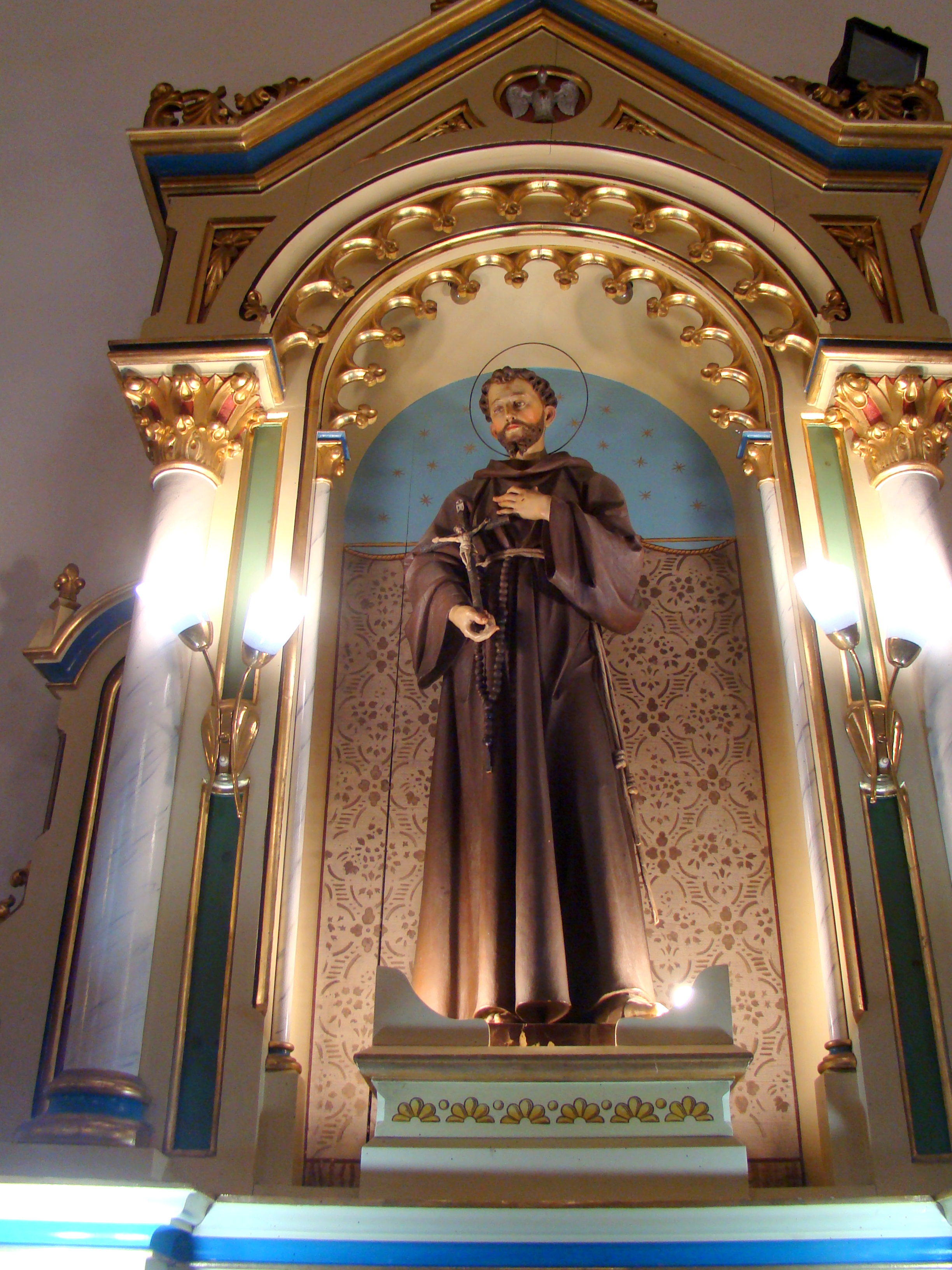
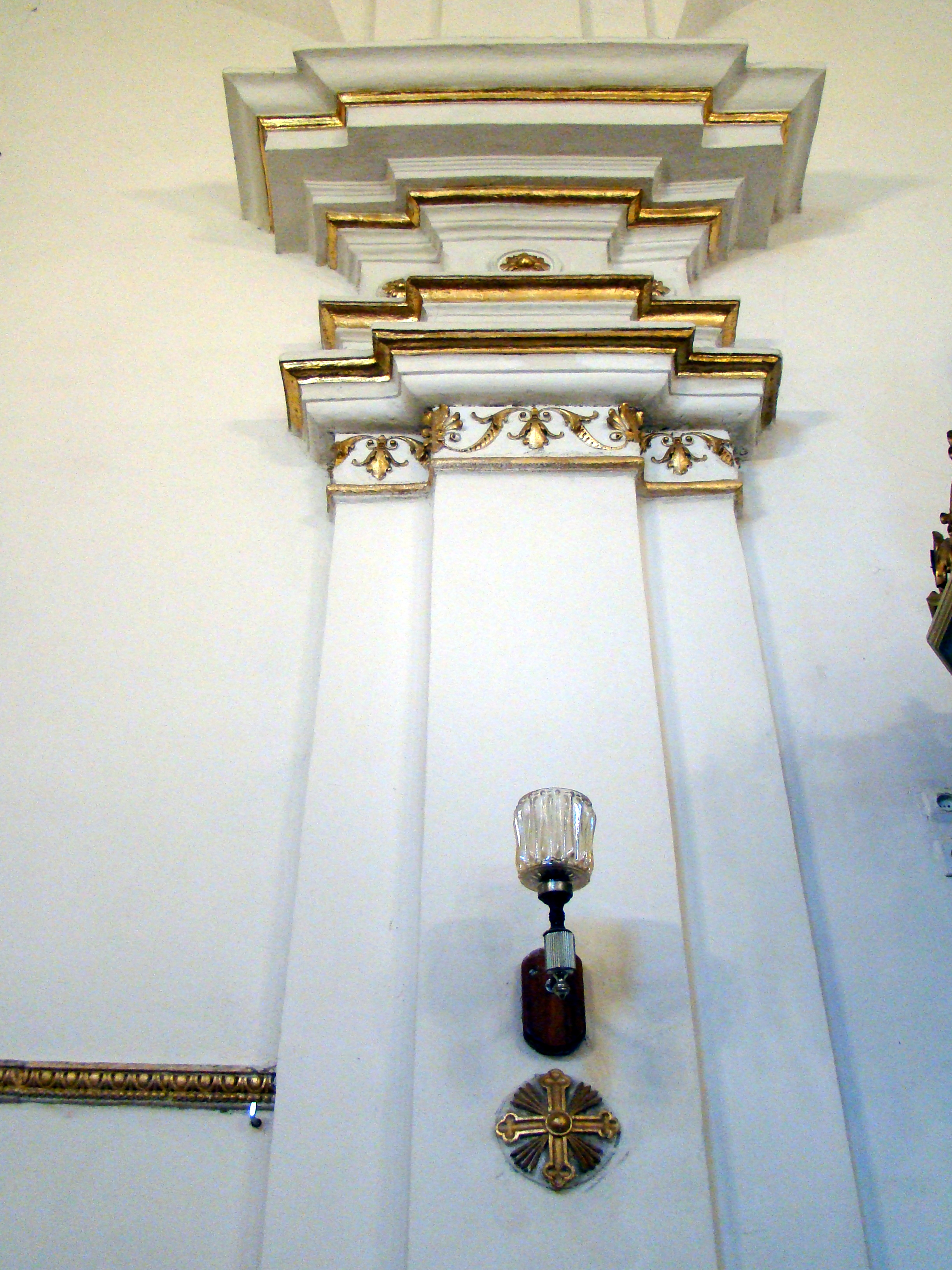
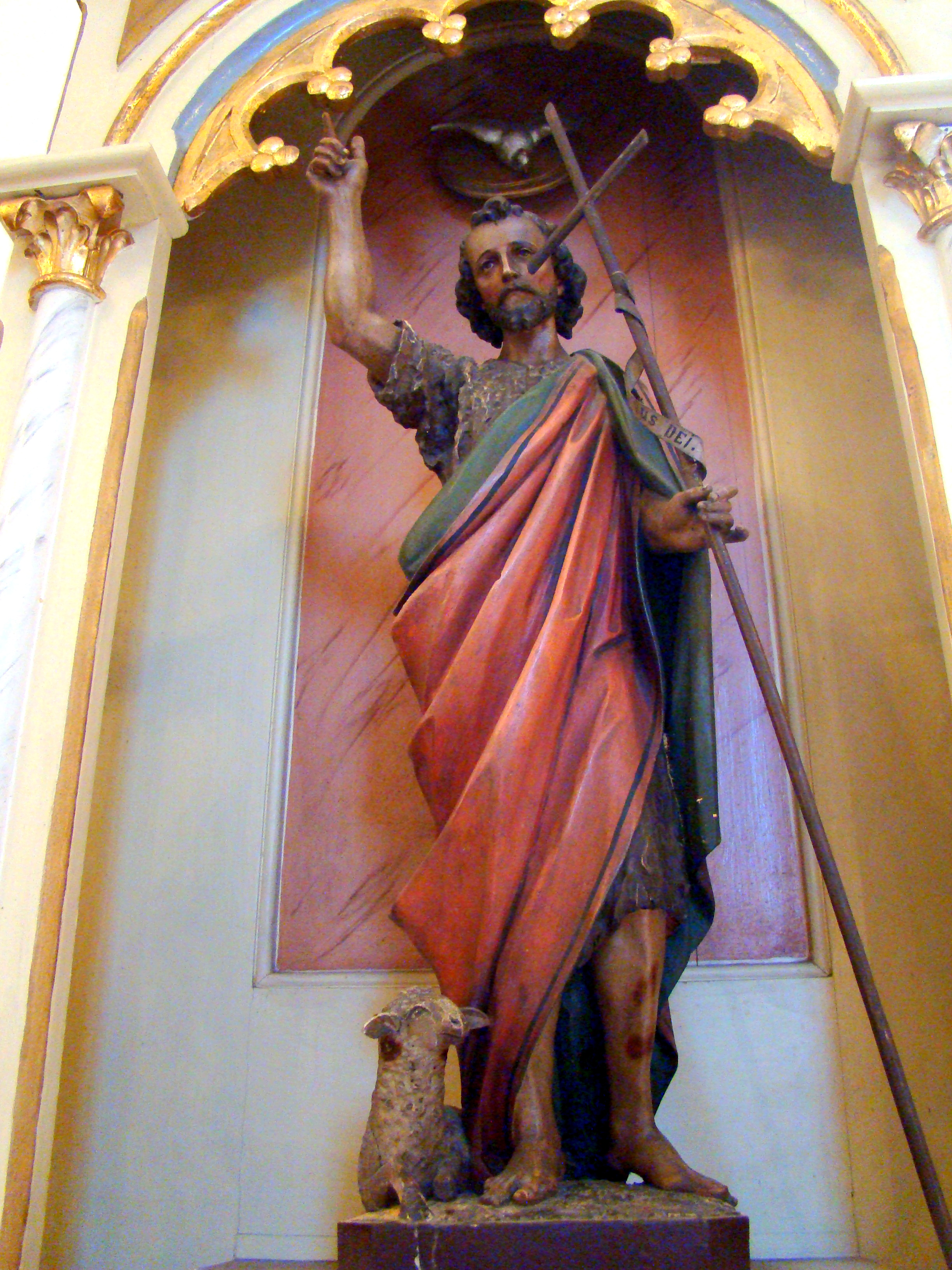
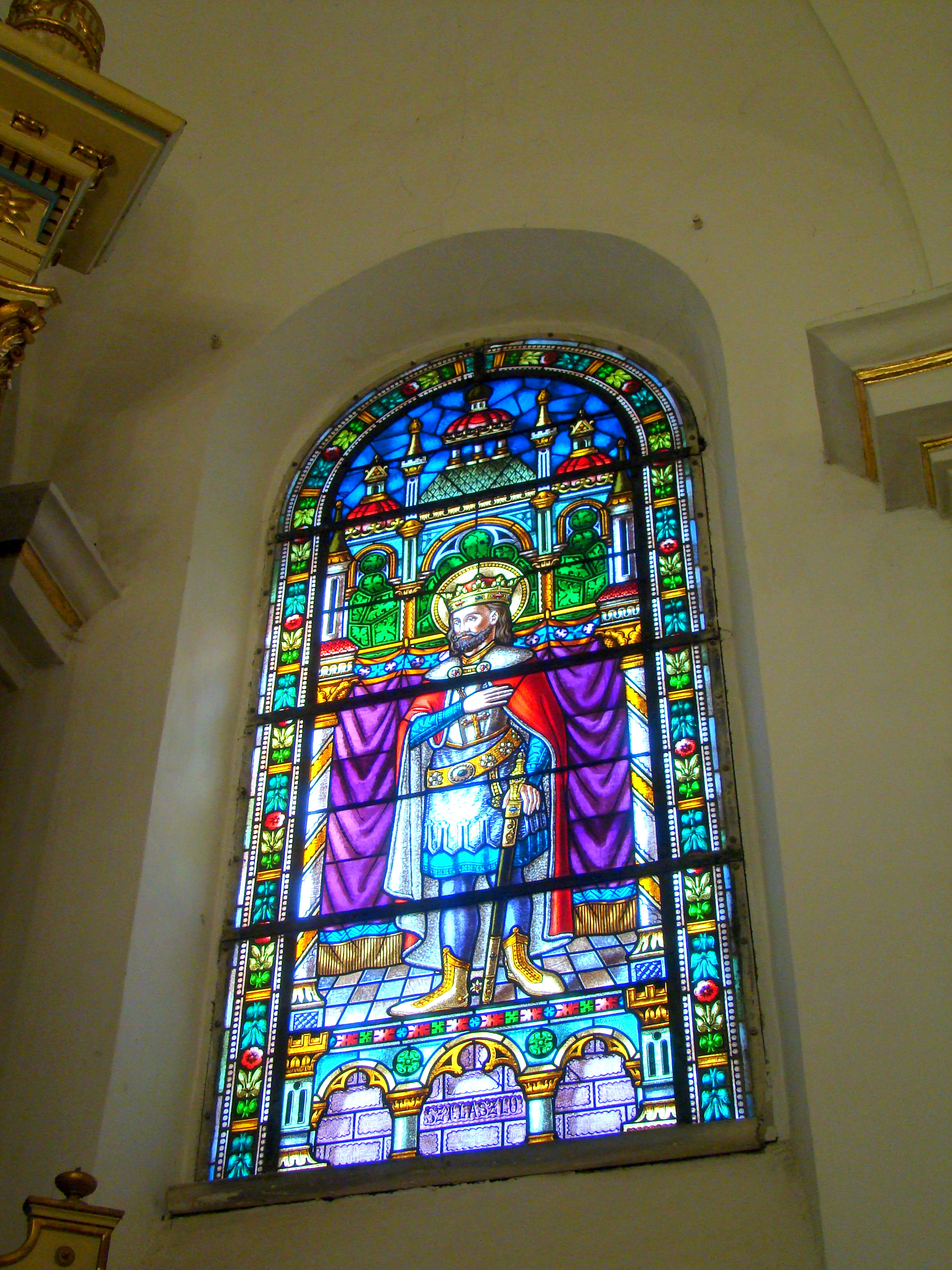
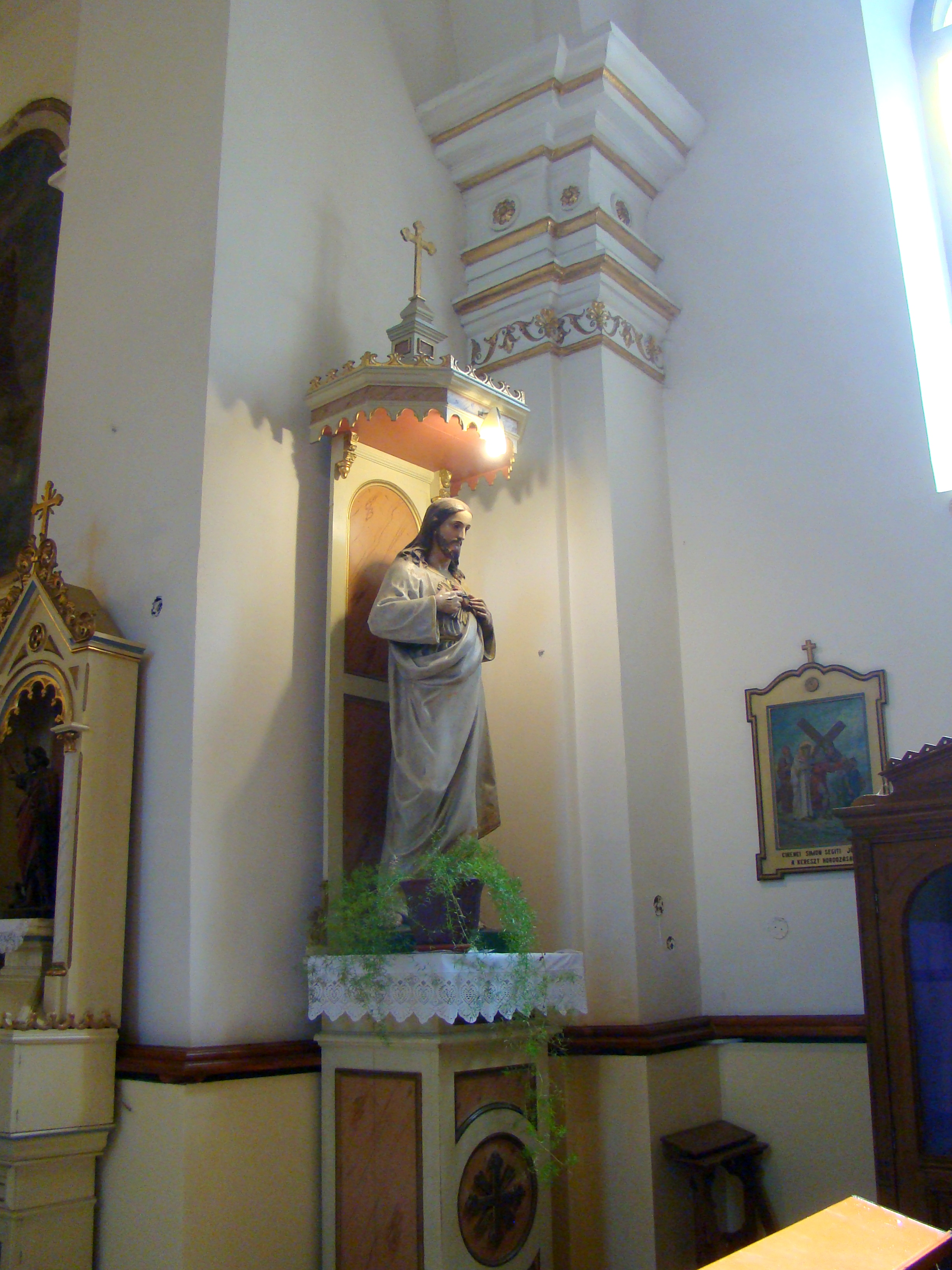
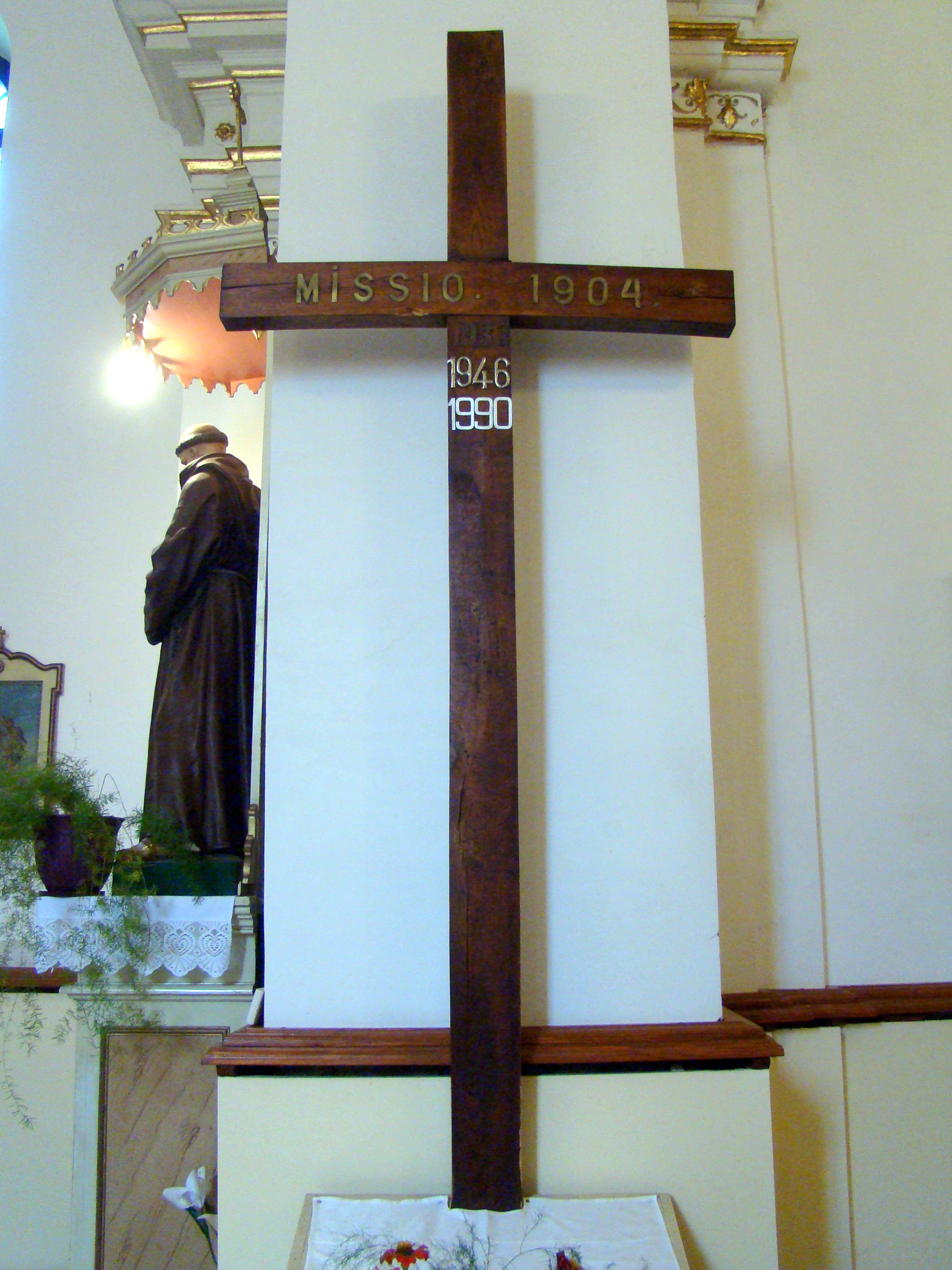
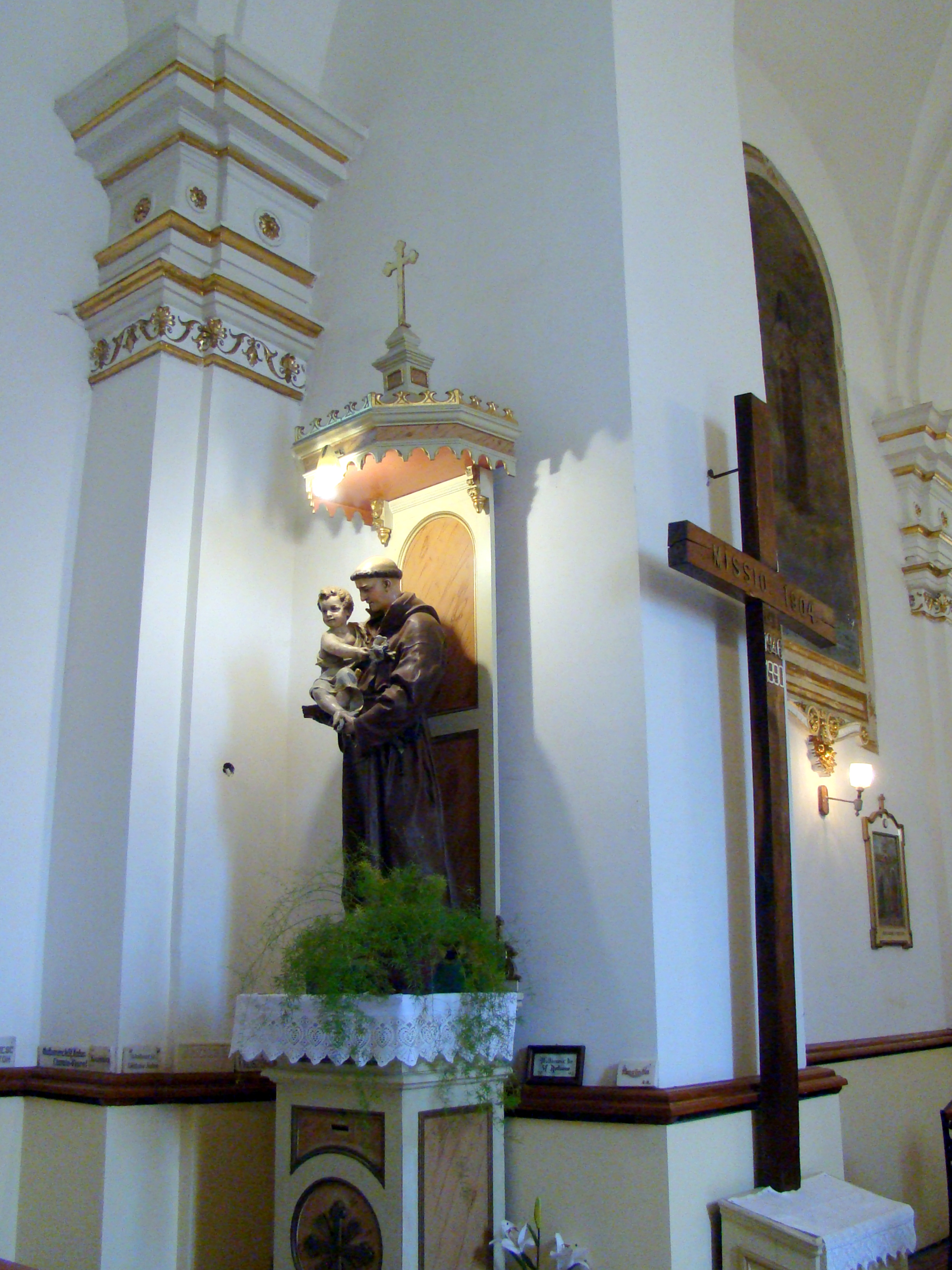
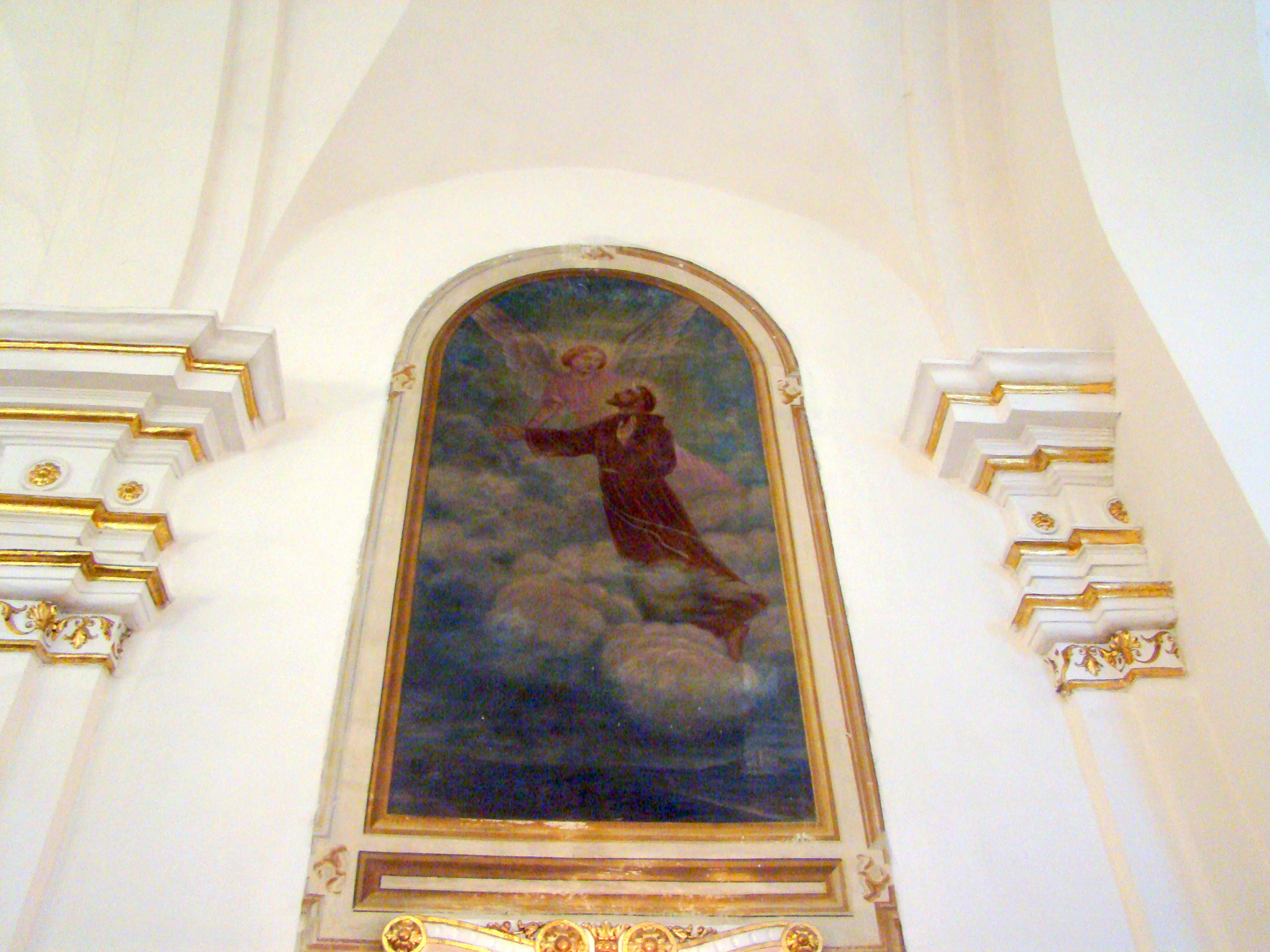
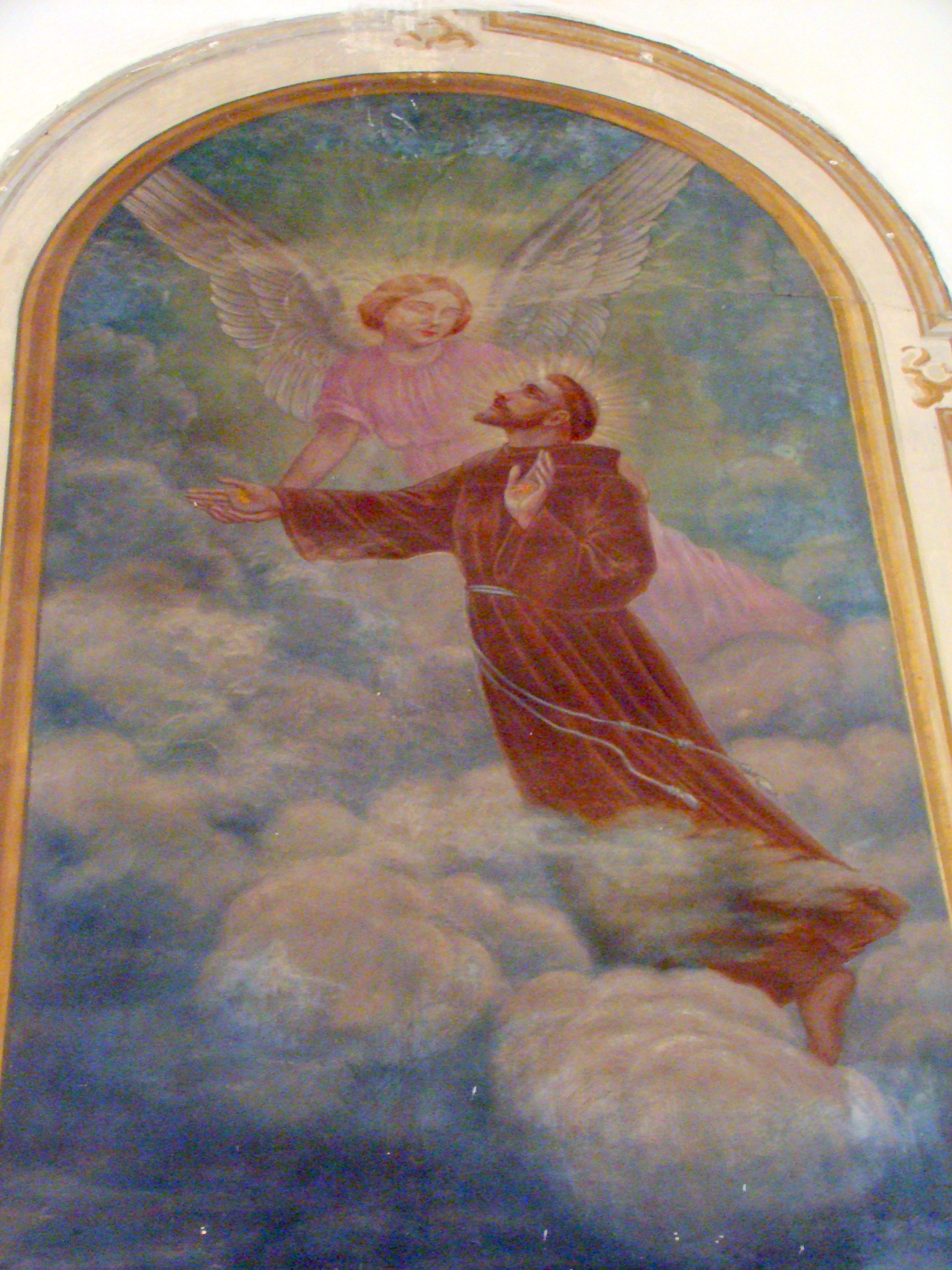
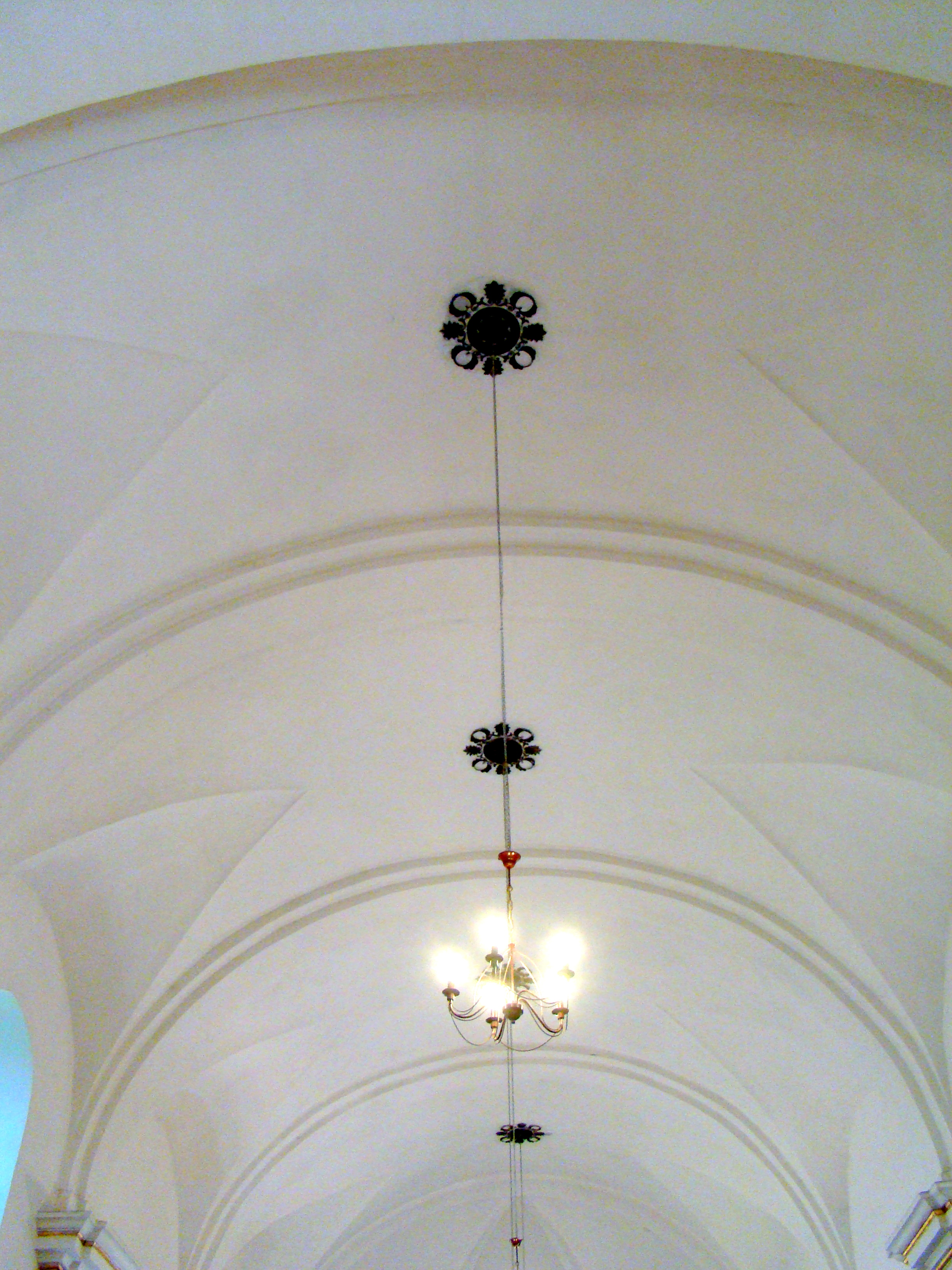
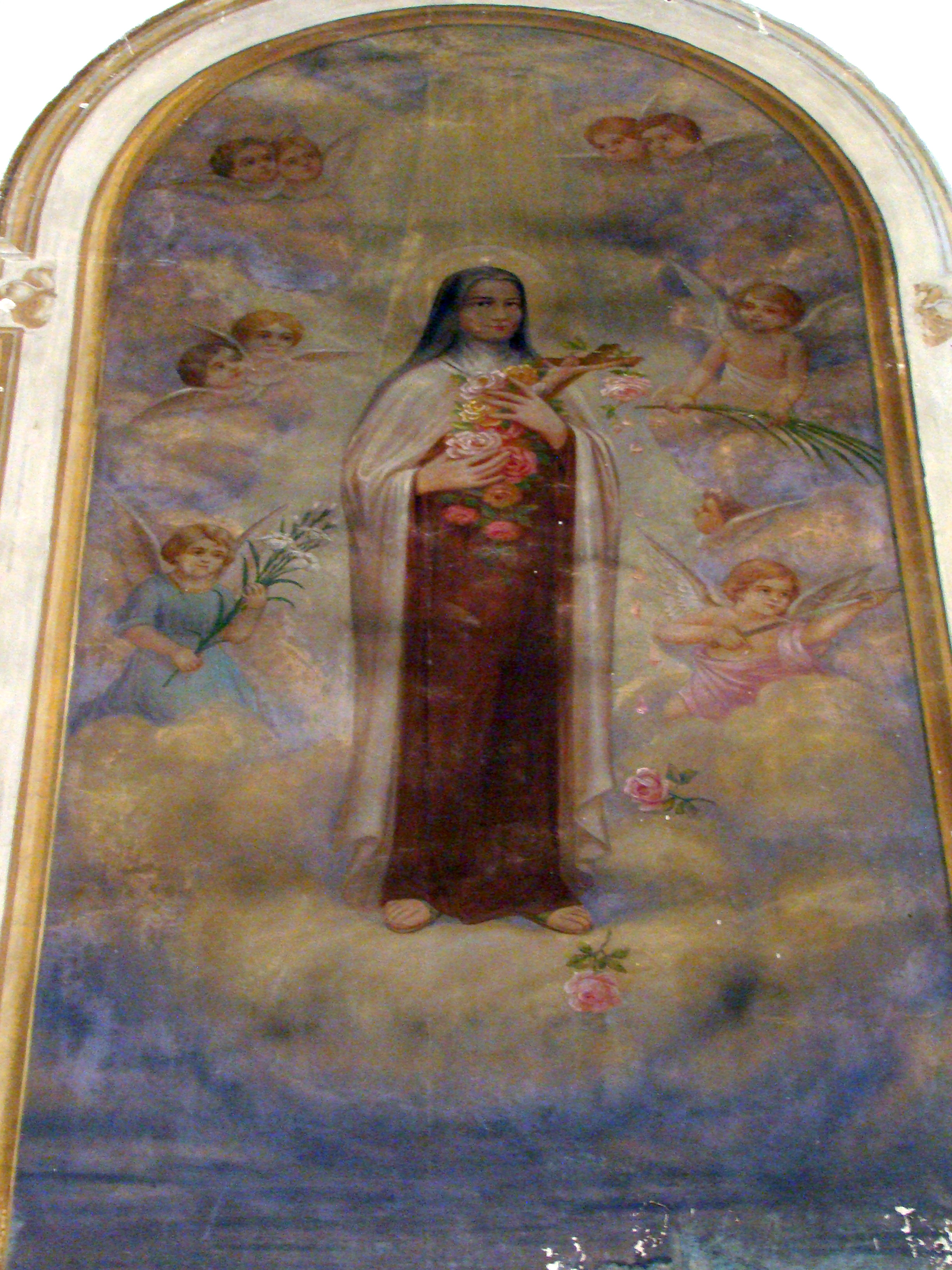
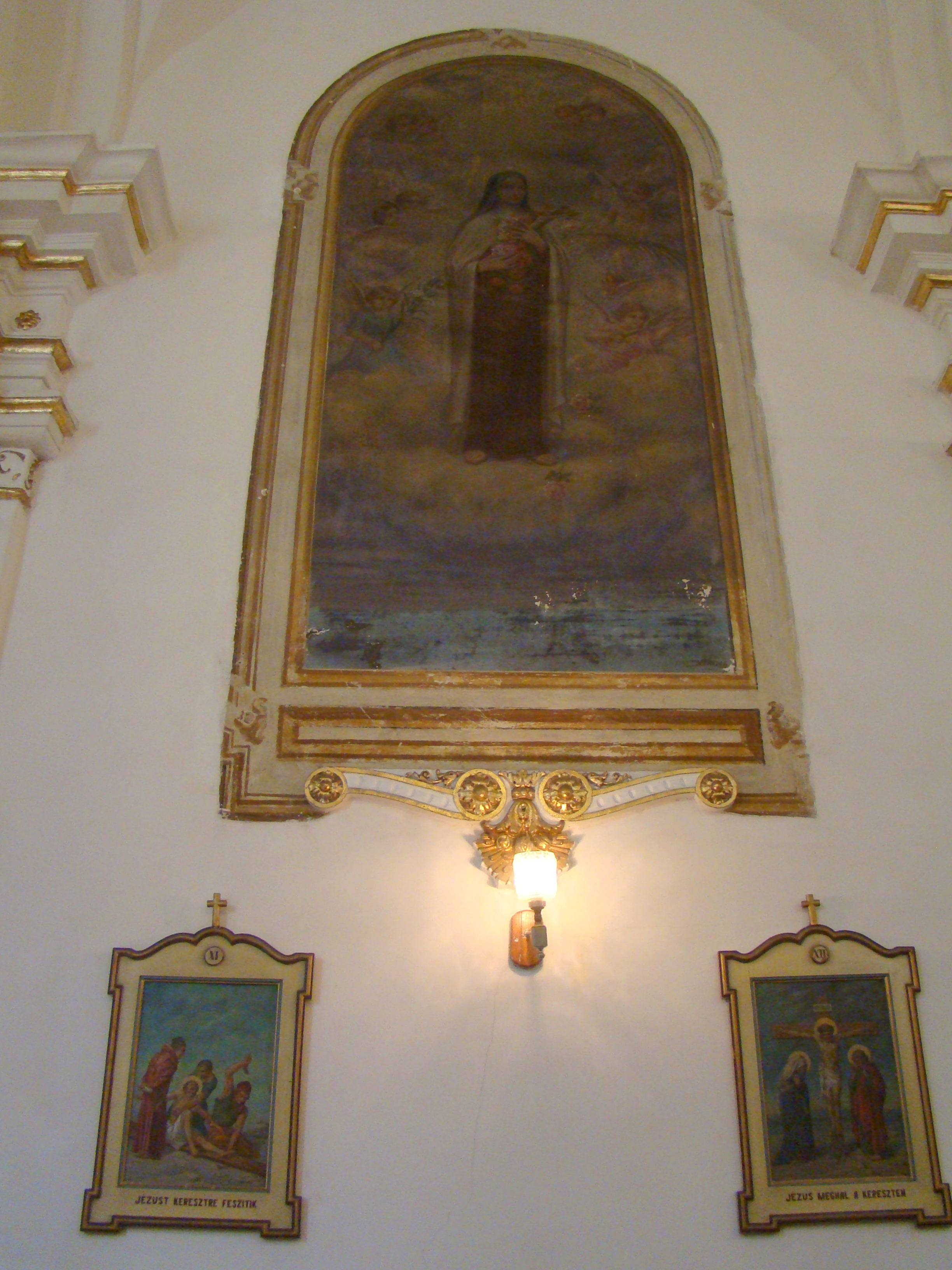
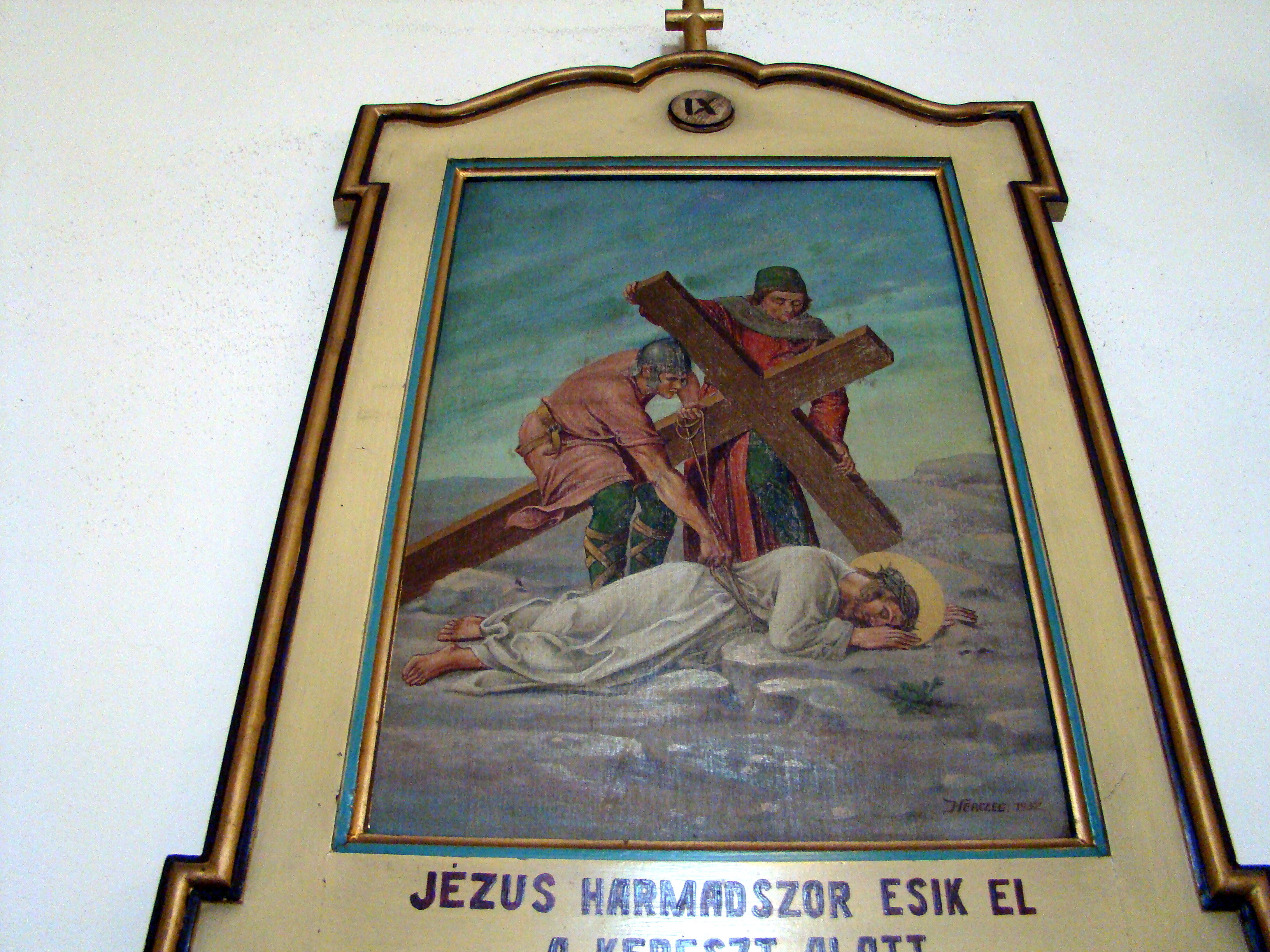
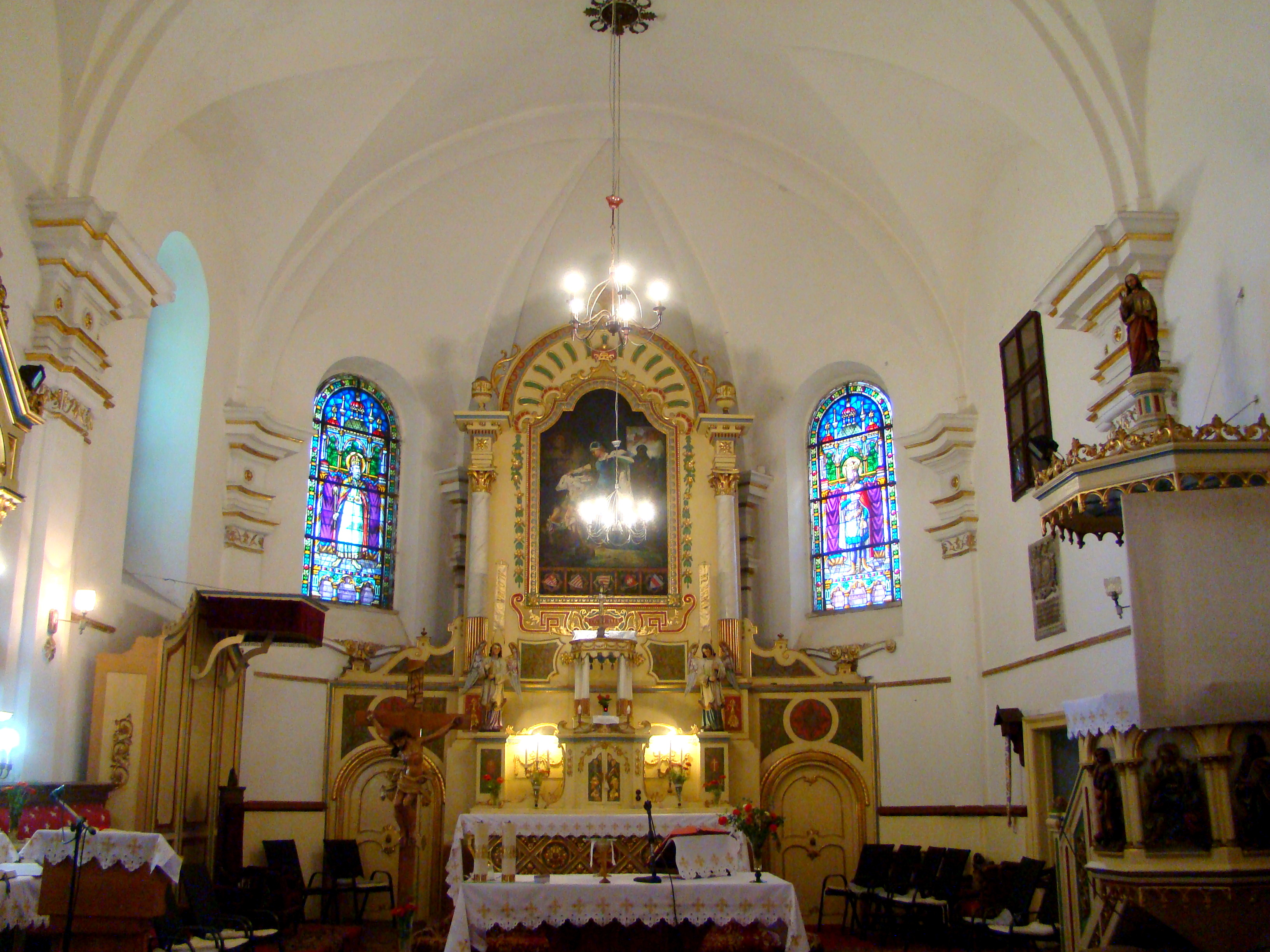
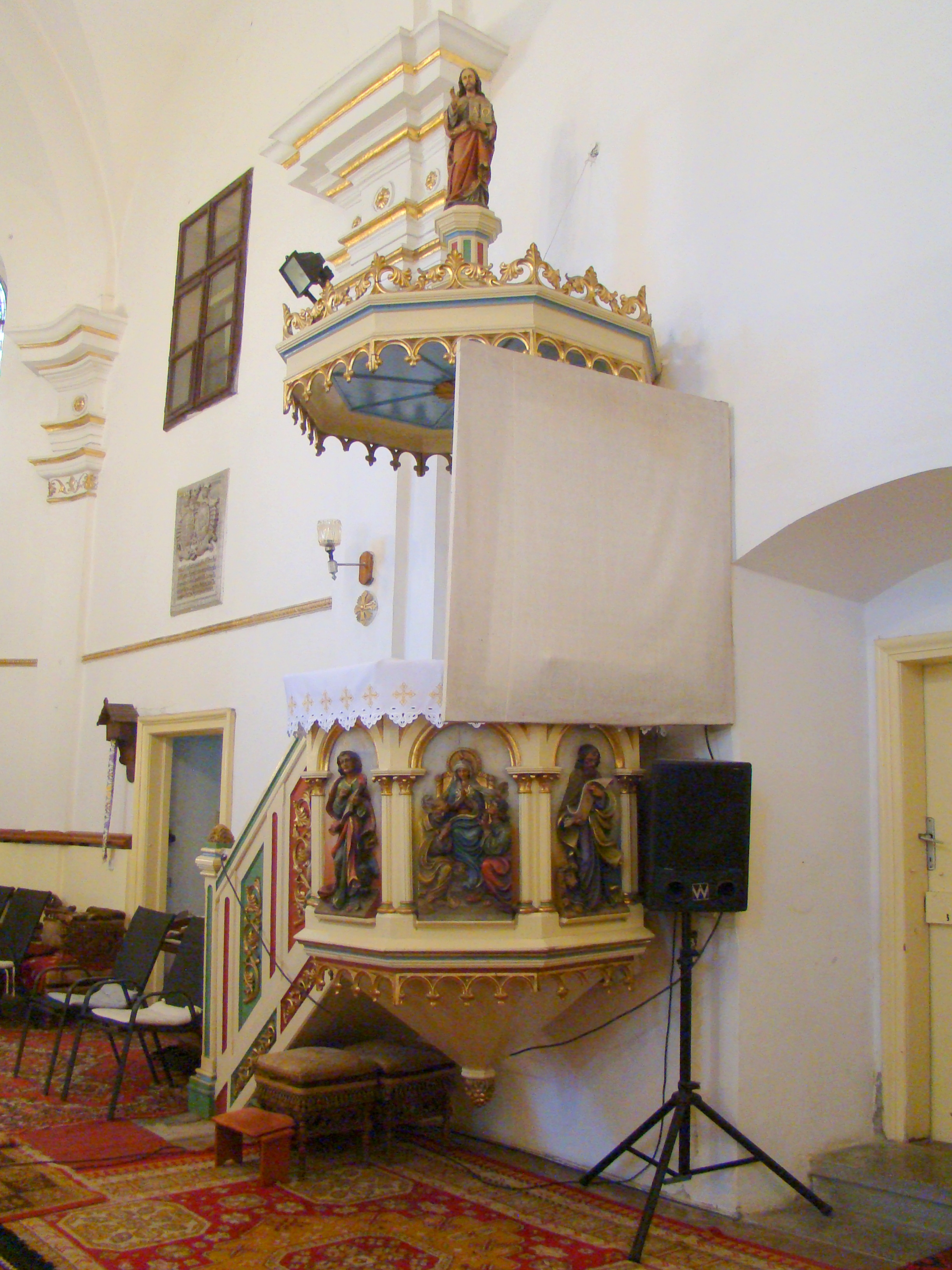
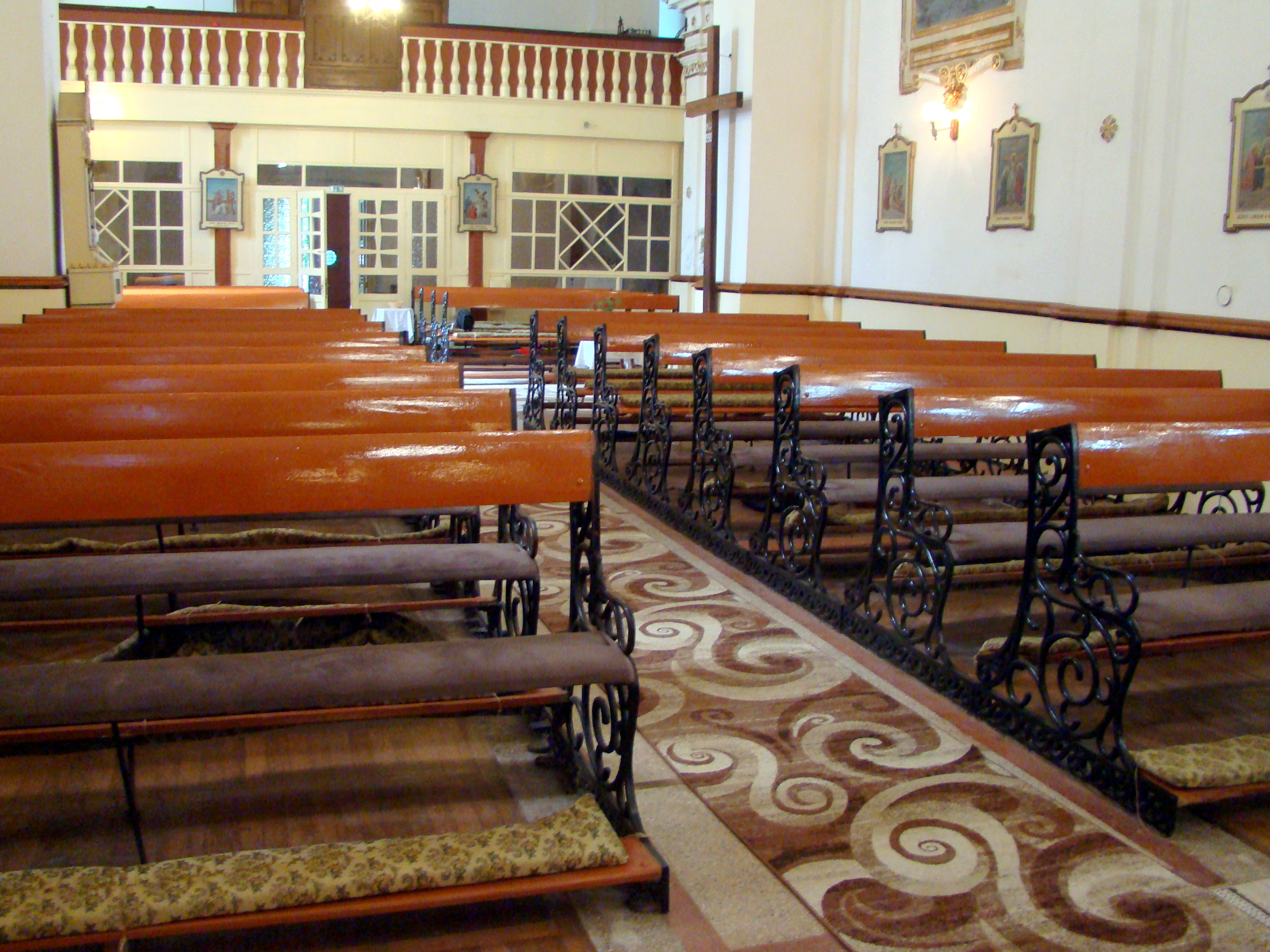
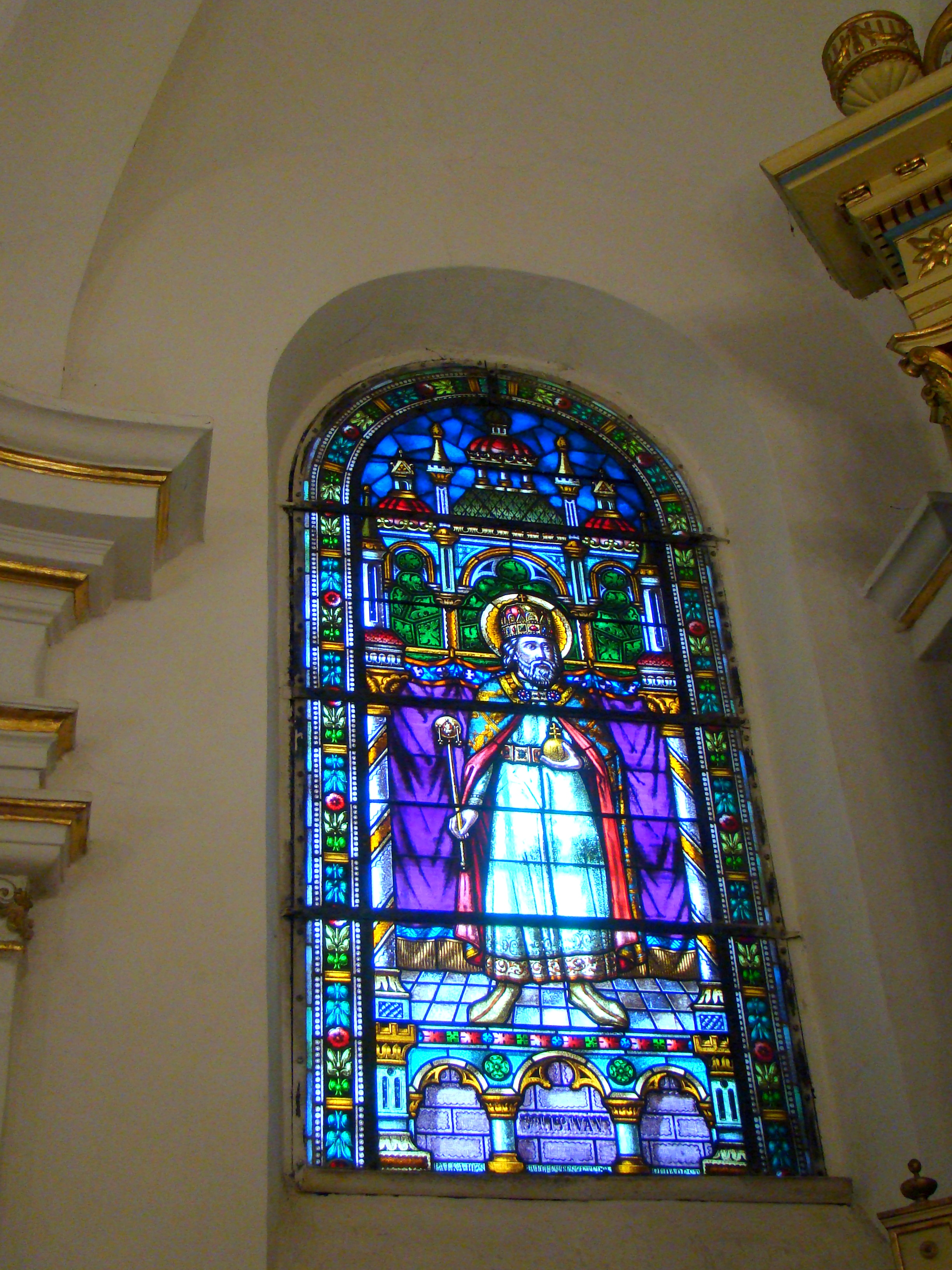
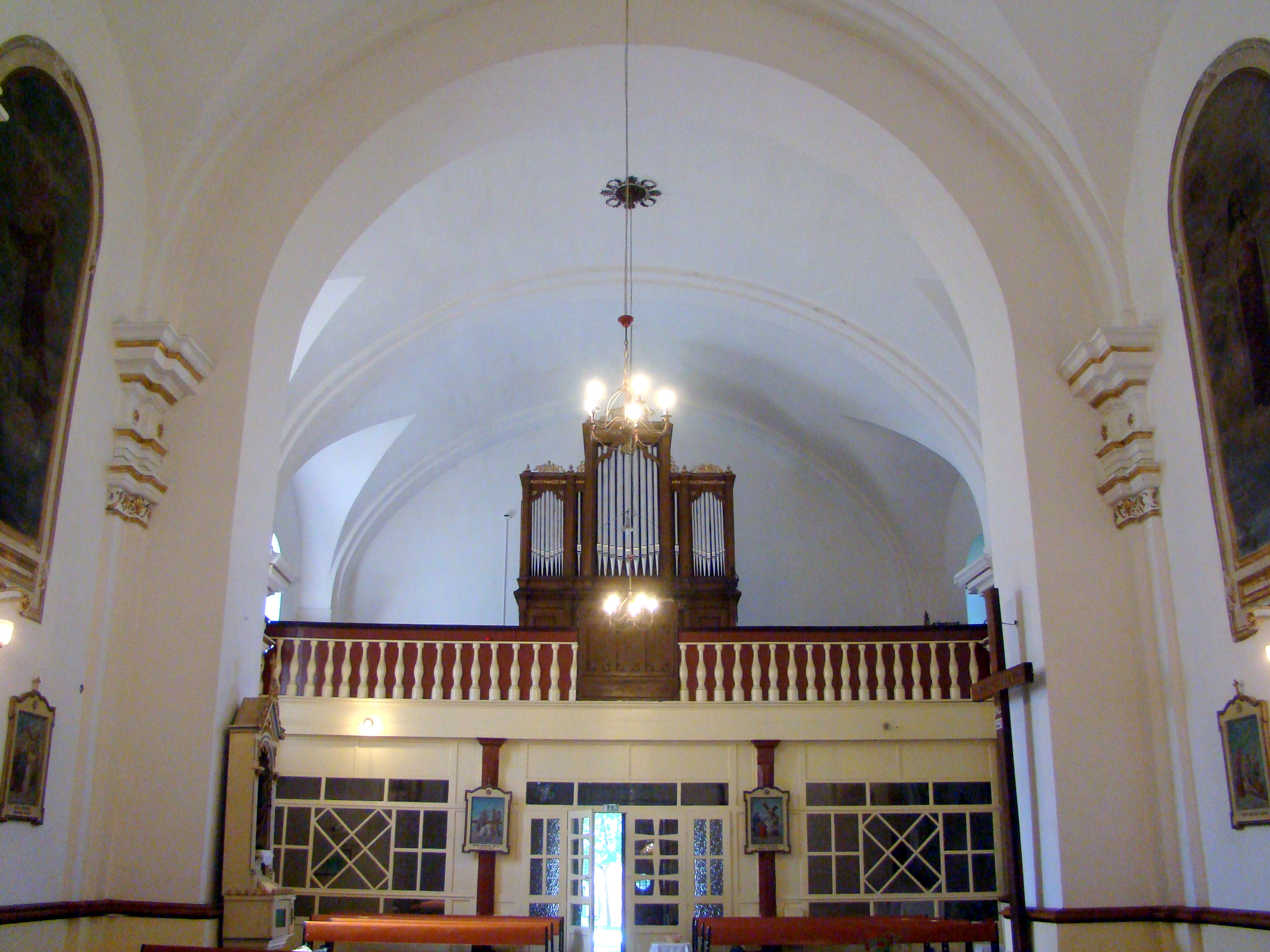